# WTA Tour 2015
WTA Tour 2015 představoval 45. ročník nejvyšší úrovně ženského profesionálního tenisu, hraný v roce 2015. Sezóna trvala od 5. ledna 2015 do 15. listopadu 2015. Zahrnula 59 turnajů, až na výjimky, organizovaných Ženskou tenisovou asociací (WTA).
Do okruhu WTA Tour se řadily čtyři grandslamové turnaje – pořádané Mezinárodní tenisovou federací (ITF), kategorie WTA Premier s úrovněmi Premier Mandatory, Premier 5 a Premier, WTA International i dva závěrečné turnaje sezóny WTA Finals a WTA Elite Trophy. Týmové soutěže Fed Cup a Hopmanův pohár, organizované ITF, byly také součástí kalendáře. Z Hopman Cupu si hráčky nepřipsaly žádné body.
Jako světová jednička ve dvouhře vstoupila do sezóny Američanka Serena Williamsová a po všechny týdny kalendářního roku tuto pozici neopustila. Světové klasifikaci čtyřhry pak v úvodu vévodily Italky Sara Erraniová a Roberta Vinciová. V konečném hodnocení poprvé čelo opanovala Indka Sania Mirzaová, jejíž stabilní spoluhráčkou se stala švýcarská světová dvojka Martina Hingisová.
Mužskou obdobou ženského okruhu představoval ATP World Tour 2015 a střední úroveň ženského tenisu WTA 125K 2015.

## Turnaje podle státu
Seznam turnajů kalendáře WTA Tour podle státu.
- Ázerbájdžán
- Austrálie (4)
- Belgie
- Brazílie (2)
- Čína (6)
- Česko
- Francie (2)
- Hongkong
- Itálie
- Japonsko (2)
- Jižní Korea
- Kanada (2)
- Katar
- Kolumbie
- Lucembursko
- Malajsie
- Mexiko (2)
- Maroko
- Německo (2)
- Nizozemsko
- Nový Zéland
- Polsko
- Rakousko (2)
- Rumunsko
- Rusko
- Singapur
- Spojené arabské emiráty
- Spojené království (4)
- Spojené státy americké (8)
- Švédsko
- Španělsko
- Thajsko
- Turecko
- Uzbekistán

## Chronologický přehled turnajů
Legenda
Tabulky měsíců uvádí vítězky a finalistky dvouhry i čtyřhry a dále pak semifinalistky a čtvrtfinalistky dvouhry. Zápis –S/–Q/–D/–X uvádí počet hráček dvouhry/hráček kvalifikace dvouhry/párů čtyřhry/párů mixu, (ZS) – základní skupina.
| Grand Slam            |
| Tour Championships    |
| WTA Premier Mandatory |
| WTA Premier 5         |
| WTA Premier           |
| WTA International     |
| Týmové soutěže        |

### Leden
| Týden od            | Turnaj | Vítězky                                               | Finalistky                                | Semifinalistky                          | Čtvrtfinalistky                                                                 |
| ------------------- | --- | ----------------------------------------------------- | ----------------------------------------- | --------------------------------------- | ------------------------------------------------------------------------------- |
| 5. ledna            | Hopman Cup Perth, Austrálie Týmová soutěž 1 000 000 A$ – tvrdý (h) – 8 týmů (ZS)                                    | Polsko 2–1                                            | Spojené státy                             | Skupina A Kanada Česko Itálie           | Skupina B Austrálie Francie Velká Británie                                      |
| 5. ledna            | Brisbane International Brisbane, Austrálie WTA Premier 1 000 000 $ – tvrdý – 30S/32Q/16D dvouhra • čtyřhra          | Maria Šarapovová 6–7(4–7), 6–3, 6–3                   | Ana Ivanovićová                           | Elina Svitolinová Varvara Lepčenková    | Carla Suárezová Navarrová Angelique Kerberová Alla Kudrjavcevová Kaia Kanepiová |
| 5. ledna            | Brisbane International Brisbane, Austrálie WTA Premier 1 000 000 $ – tvrdý – 30S/32Q/16D dvouhra • čtyřhra          | Martina Hingisová Sabine Lisická 6–2, 7–5             | Caroline Garciaová Katarina Srebotniková  | Elina Svitolinová Varvara Lepčenková    | Carla Suárezová Navarrová Angelique Kerberová Alla Kudrjavcevová Kaia Kanepiová |
| 5. ledna            | Shenzhen Gemdale Open Šen-čen, Čína WTA International 500 000 $ – tvrdý – 32S/16Q/16D dvouhra • čtyřhra             | Simona Halepová 6–2, 6–2                              | Timea Bacsinszká                          | Čeng Saj-saj Petra Kvitová              | Aleksandra Krunićová Zarina Dijasová Věra Zvonarevová Tereza Smitková           |
| 5. ledna            | Shenzhen Gemdale Open Šen-čen, Čína WTA International 500 000 $ – tvrdý – 32S/16Q/16D dvouhra • čtyřhra             | Ljudmyla Kičenoková Nadija Kičenoková 6–4, 7–6(8–6)   | Liang Čchen Wang Ja-fan                   | Čeng Saj-saj Petra Kvitová              | Aleksandra Krunićová Zarina Dijasová Věra Zvonarevová Tereza Smitková           |
| 5. ledna            | ASB Classic Auckland, Nový Zéland WTA International 250 000 $ – tvrdý – 32S/30Q/16DD dvouhra • čtyřhra              | Venus Williamsová 2–6, 6–3, 6–3                       | Caroline Wozniacká                        | Barbora Strýcová Lauren Davisová        | Julia Görgesová Coco Vandewegheová Jelena Vesninová Urszula Radwańská           |
| 5. ledna            | ASB Classic Auckland, Nový Zéland WTA International 250 000 $ – tvrdý – 32S/30Q/16DD dvouhra • čtyřhra              | Sara Erraniová Roberta Vinciová 6–2, 6–1              | Šúko Aojamová Renata Voráčová             | Barbora Strýcová Lauren Davisová        | Julia Görgesová Coco Vandewegheová Jelena Vesninová Urszula Radwańská           |
| 12. ledna           | Apia International Sydney Sydney, Austrálie WTA Premier 730 000 $ – tvrdý – 30S/48Q/16D dvouhra • čtyřhra           | Petra Kvitová 7–6(7–5), 7–6(8–6)                      | Karolína Plíšková                         | Angelique Kerberová Cvetana Pironkovová | Carla Suárez Navarrová Garbiñe Muguruzaová Barbora Strýcová Jarmila Gajdošová   |
| 12. ledna           | Apia International Sydney Sydney, Austrálie WTA Premier 730 000 $ – tvrdý – 30S/48Q/16D dvouhra • čtyřhra           | Bethanie Mattek-Sandsová Sania Mirzaová 6–3, 6–3      | Raquel Kopsová-Jonesová Abigail Spearsová | Angelique Kerberová Cvetana Pironkovová | Carla Suárez Navarrová Garbiñe Muguruzaová Barbora Strýcová Jarmila Gajdošová   |
| 12. ledna           | Moorilla Hobart International Hobart, Austrálie WTA International 250 000 $ – tvrdý – 32S/32Q/16D dvouhra • čtyřhra | Heather Watsonová 6–3, 6–4                            | Madison Brengleová                        | Kurumi Naraová Alison Riskeová          | Karin Knappová Camila Giorgiová Roberta Vinciová Zarina Dijasová                |
| 12. ledna           | Moorilla Hobart International Hobart, Austrálie WTA International 250 000 $ – tvrdý – 32S/32Q/16D dvouhra • čtyřhra | Kiki Bertensová Johanna Larssonová 7–5, 6–3           | Vitalija Ďjačenková Monica Niculescuová   | Kurumi Naraová Alison Riskeová          | Karin Knappová Camila Giorgiová Roberta Vinciová Zarina Dijasová                |
| 19. ledna 26. ledna | Australian Open Melbourne, Austrálie Grand Slam 12 122 762$ – tvrdý 128S/96Q/64D/32X dvouhra • čtyřhra • mix        | Serena Williamsová 6–3, 7–6(7–5)                      | Maria Šarapovová                          | Madison Keysová Jekatěrina Makarovová   | Dominika Cibulková Venus Williamsová Simona Halepová Eugenie Bouchardová        |
| 19. ledna 26. ledna | Australian Open Melbourne, Austrálie Grand Slam 12 122 762$ – tvrdý 128S/96Q/64D/32X dvouhra • čtyřhra • mix        | Bethanie Mattek-Sandsová Lucie Šafářová 6–4, 7–6(7–5) | Čan Jung-žan Čeng Ťie                     | Madison Keysová Jekatěrina Makarovová   | Dominika Cibulková Venus Williamsová Simona Halepová Eugenie Bouchardová        |
| 19. ledna 26. ledna | Australian Open Melbourne, Austrálie Grand Slam 12 122 762$ – tvrdý 128S/96Q/64D/32X dvouhra • čtyřhra • mix        | Martina Hingisová Leander Paes 6–4, 6–3               | Kristina Mladenovicová Daniel Nestor      | Madison Keysová Jekatěrina Makarovová   | Dominika Cibulková Venus Williamsová Simona Halepová Eugenie Bouchardová        |

### Únor
| Týden od  | Turnaj | Vítězky                                                                     | Finalistky                                    | Semifinalistky                              | Čtvrtfinalistky                                                                      |
| --------- | --- | --------------------------------------------------------------------------- | --------------------------------------------- | ------------------------------------------- | ------------------------------------------------------------------------------------ |
| 2. února  | Fed Cup, čtvrtfinále Québec, Kanada - tvrdý (hala) Janov, Itálie - antuka (hala) Krakov, Polsko - tvrdý (hala) Stuttgart, Německo - tvrdý (hala) | Vítězky                                                                     | Poražené                                      |                                             |                                                                                      |
| 2. února  | Fed Cup, čtvrtfinále Québec, Kanada - tvrdý (hala) Janov, Itálie - antuka (hala) Krakov, Polsko - tvrdý (hala) Stuttgart, Německo - tvrdý (hala) | Česko, 4–0 Francie, 3–2 Rusko, 4–0 Německo, 4–1                             | Kanada Itálie Polsko Austrálie                |                                             |                                                                                      |
| 9. února  | BNP Paribas Fortis Diamond Games Antverpy, Belgie WTA Premier $731 000 – tvrdý (h) – 28S/32Q/16D dvouhra • čtyřhra                               | Andrea Petkovicová bez boje                                                 | Carla Suárezová Navarrová                     | Barbora Strýcová Karolína Plíšková          | Mona Barthelová Dominika Cibulková Lucie Šafářová Francesca Schiavoneová             |
| 9. února  | BNP Paribas Fortis Diamond Games Antverpy, Belgie WTA Premier $731 000 – tvrdý (h) – 28S/32Q/16D dvouhra • čtyřhra                               | Anabel Medinaová Garriguesová Arantxa Parraová Santonjaová 6–4, 3–6, [10–5] | An-Sophie Mestachová Alison Van Uytvancková   | Barbora Strýcová Karolína Plíšková          | Mona Barthelová Dominika Cibulková Lucie Šafářová Francesca Schiavoneová             |
| 9. února  | PTT Thailand Open Pattaya, Thajsko WTA International $250 000 – tvrdý – 32S/16Q/16D dvouhra • čtyřhra                                            | Daniela Hantuchová 3–6, 6–3, 6–4                                            | Ajla Tomljanovićová                           | Mónica Puigová Marina Erakovicová           | Misaki Doiová Jevgenija Rodinová Tuan Jing-jing Věra Zvonarevová                     |
| 9. února  | PTT Thailand Open Pattaya, Thajsko WTA International $250 000 – tvrdý – 32S/16Q/16D dvouhra • čtyřhra                                            | Čan Chao-čching Čan Jung-žan 2–6, 6–4, [10–3]                               | Šúko Aojamová Tamarine Tanasugarnová          | Mónica Puigová Marina Erakovicová           | Misaki Doiová Jevgenija Rodinová Tuan Jing-jing Věra Zvonarevová                     |
| 16. února | Dubai Duty Free Tennis Championships Dubaj, SAE WTA Premier 5 $2 513 000 – tvrdý – 54S/32Q/28D dvouhra • čtyřhra                                 | Simona Halepová 6–4, 7–6(7–4)                                               | Karolína Plíšková                             | Caroline Wozniacká Garbiñe Muguruzaová      | Jekatěrina Makarovová Flavia Pennettaová Lucie Šafářová Carla Suárezová Navarrová    |
| 16. února | Dubai Duty Free Tennis Championships Dubaj, SAE WTA Premier 5 $2 513 000 – tvrdý – 54S/32Q/28D dvouhra • čtyřhra                                 | Tímea Babosová Kristina Mladenovicová 6–3, 6–2                              | Garbiñe Muguruzaová Carla Suárezová Navarrová | Caroline Wozniacká Garbiñe Muguruzaová      | Jekatěrina Makarovová Flavia Pennettaová Lucie Šafářová Carla Suárezová Navarrová    |
| 16. února | Rio Open Rio de Janeiro, Brazílie WTA International $250 000 – antuka – 32S/24Q/16D dvouhra • čtyřhra                                            | Sara Erraniová 7–6(7–2), 6–1                                                | Anna Karolína Schmiedlová                     | Johanna Larssonová Irina-Camelia Beguová    | Beatriz Haddad Maiová Dinah Pfizenmaierová Verónica Cepedeová Roygová Julia Glušková |
| 16. února | Rio Open Rio de Janeiro, Brazílie WTA International $250 000 – antuka – 32S/24Q/16D dvouhra • čtyřhra                                            | Ysaline Bonaventureová Rebecca Petersonová 3–0, skreč                       | Irina-Camelia Beguová María Irigoyenová       | Johanna Larssonová Irina-Camelia Beguová    | Beatriz Haddad Maiová Dinah Pfizenmaierová Verónica Cepedeová Roygová Julia Glušková |
| 23. února | Qatar Total Open Dauhá, Katar WTA Premier $731 000 – tvrdý – 28S/32Q/16D dvouhra • čtyřhra                                                       | Lucie Šafářová 6–4, 6–3                                                     | Viktoria Azarenková                           | Carla Suárezová Navarrová Venus Williamsová | Petra Kvitová Andrea Petkovicová Agnieszka Radwańská Caroline Wozniacká              |
| 23. února | Qatar Total Open Dauhá, Katar WTA Premier $731 000 – tvrdý – 28S/32Q/16D dvouhra • čtyřhra                                                       | Raquel Kopsová-Jonesová Abigail Spearsová 6–4, 6–4                          | Sie Šu-wej Sania Mirzaová                     | Carla Suárezová Navarrová Venus Williamsová | Petra Kvitová Andrea Petkovicová Agnieszka Radwańská Caroline Wozniacká              |
| 23. února | Abierto Mexicano TELCEL Acapulco, Mexiko WTA International $250 000 – tvrdý – 32S/32Q/16D dvouhra • čtyřhra                                      | Timea Bacsinszká 6–3, 6–0                                                   | Caroline Garciaová                            | Maria Šarapovová Sesil Karatančevová        | Magdaléna Rybáriková Mirjana Lučićová Baroniová Johanna Larssonová Mónica Puigová    |
| 23. února | Abierto Mexicano TELCEL Acapulco, Mexiko WTA International $250 000 – tvrdý – 32S/32Q/16D dvouhra • čtyřhra                                      | Lara Arruabarrenová María Teresa Torrová Florová 7–6(7–2), 5–7, [13–11]     | Andrea Hlaváčková Lucie Hradecká              | Maria Šarapovová Sesil Karatančevová        | Magdaléna Rybáriková Mirjana Lučićová Baroniová Johanna Larssonová Mónica Puigová    |

### Březen
| Týden od              | Turnaj | Vítězky                                             | Finalistky                              | Semifinalistky                     | Čtvrtfinalistky                                                                          |
| --------------------- | --- | --------------------------------------------------- | --------------------------------------- | ---------------------------------- | ---------------------------------------------------------------------------------------- |
| 2. března             | Abierto Monterrey Afirme Monterrey, Mexiko WTA International $500 000 – tvrdý – 32S/32Q/16D dvouhra • čtyřhra         | Timea Bacsinszká 4–6, 6–2, 6–4                      | Caroline Garciaová                      | Ana Ivanovićová Sara Erraniová     | Kristina Mladenovicová Magdaléna Rybáriková Urszula Radwańská Anastasija Pavljučenkovová |
| 2. března             | Abierto Monterrey Afirme Monterrey, Mexiko WTA International $500 000 – tvrdý – 32S/32Q/16D dvouhra • čtyřhra         | Gabriela Dabrowská Alicja Rosolská 6–3, 2–6, [10–3] | Anastasia Rodionovová Arina Rodionovová | Ana Ivanovićová Sara Erraniová     | Kristina Mladenovicová Magdaléna Rybáriková Urszula Radwańská Anastasija Pavljučenkovová |
| 2. března             | BMW Malaysian Open Kuala Lumpur, Malajsie WTA International $250 000 – tvrdý – 32S/24Q/16D dvouhra • čtyřhra          | Caroline Wozniacká 4–6, 6–2, 6–1                    | Alexandra Dulgheruová                   | Sie Šu-wej Jarmila Gajdošová       | Carina Witthöftová Jelizaveta Kuličkovová Kurumi Naraová Julia Görgesová                 |
| 2. března             | BMW Malaysian Open Kuala Lumpur, Malajsie WTA International $250 000 – tvrdý – 32S/24Q/16D dvouhra • čtyřhra          | Liang Čchen Wang Ja-fan 4–6, 6–3, [10–4]            | Julia Bejgelzimerová Olga Savčuková     | Sie Šu-wej Jarmila Gajdošová       | Carina Witthöftová Jelizaveta Kuličkovová Kurumi Naraová Julia Görgesová                 |
| 9. března 16. března  | BNP Paribas Open Indian Wells, Spojené státy WTA Premier Mandatory $6 157 160 – tvrdý – 96S/48Q/32D dvouhra • čtyřhra | Simona Halepová 2–6, 7–5, 6–4                       | Jelena Jankovićová                      | Serena Williamsová Sabine Lisická  | Timea Bacsinszká Carla Suárezová Navarrová Lesja Curenková Flavia Pennettaová            |
| 9. března 16. března  | BNP Paribas Open Indian Wells, Spojené státy WTA Premier Mandatory $6 157 160 – tvrdý – 96S/48Q/32D dvouhra • čtyřhra | Martina Hingisová Sania Mirzaová 6–3, 6–4           | Jekatěrina Makarovová Jelena Vesninová  | Serena Williamsová Sabine Lisická  | Timea Bacsinszká Carla Suárezová Navarrová Lesja Curenková Flavia Pennettaová            |
| 23. března 30. března | Miami Open Miami, Spojené státy WTA Premier Mandatory 6 157 160 $ – tvrdý – 96S/48Q/32D dvouhra • čtyřhra             | Serena Williamsová 6–2, 6–0                         | Carla Suárez Navarro                    | Simona Halepová Andrea Petkovicová | Sabine Lisická Sloane Stephensová Venus Williamsová Karolína Plíšková                    |
| 23. března 30. března | Miami Open Miami, Spojené státy WTA Premier Mandatory 6 157 160 $ – tvrdý – 96S/48Q/32D dvouhra • čtyřhra             | Martina Hingisová Sania Mirzaová 7–5, 6–1           | Jekatěrina Makarovová Jelena Vesninová  | Simona Halepová Andrea Petkovicová | Sabine Lisická Sloane Stephensová Venus Williamsová Karolína Plíšková                    |

### Duben
| Týden od  | Turnaj | Vítězky                                                            | Finalistky                               | Semifinalistky                                   | Čtvrtfinalistky                                                              |
| --------- | --- | ------------------------------------------------------------------ | ---------------------------------------- | ------------------------------------------------ | ---------------------------------------------------------------------------- |
| 6. dubna  | Family Circle Cup Charleston, Spojené státy WTA Premier $731 000 – antuka (zelená) – 56S/32Q/16D dvouhra – čtyřhra | Angelique Kerberová 6–2, 4–6, 7–5                                  | Madison Keysová                          | Lucie Hradecká Andrea Petkovicová                | Lauren Davisová Sara Erraniová Danka Kovinićová Irina-Camelia Beguová        |
| 6. dubna  | Family Circle Cup Charleston, Spojené státy WTA Premier $731 000 – antuka (zelená) – 56S/32Q/16D dvouhra – čtyřhra | Martina Hingisová Sania Mirzaová 6–0, 6–4                          | Casey Dellacquová Darija Juraková        | Lucie Hradecká Andrea Petkovicová                | Lauren Davisová Sara Erraniová Danka Kovinićová Irina-Camelia Beguová        |
| 6. dubna  | Katowice Open Katovice, Polsko WTA International $250 000 – tvrdý (h) – 32S/32Q/16D dvouhra – čtyřhra              | Anna Karolína Schmiedlová 6–4, 6–3                                 | Camila Giorgiová                         | Agnieszka Radwańská Alison Van Uytvancková       | Klára Koukalová Jelizaveta Kuličkovová Kirsten Flipkensová Alizé Cornetová   |
| 6. dubna  | Katowice Open Katovice, Polsko WTA International $250 000 – tvrdý (h) – 32S/32Q/16D dvouhra – čtyřhra              | Ysaline Bonaventureová Demi Schuursová 7–5, 4–6, [10–6]            | Gioia Barbieriová Karin Knappová         | Agnieszka Radwańská Alison Van Uytvancková       | Klára Koukalová Jelizaveta Kuličkovová Kirsten Flipkensová Alizé Cornetová   |
| 13. dubna | Fed Cup, semifinále Ostrava, Česko – tvrdý (h) Soči, Rusko – antuka (h)                                            | vítězové Česko 3–1 Rusko 3–2                                       | poražení Francie Německo                 |                                                  |                                                                              |
| 13. dubna | Copa Colsanitas Bogotá, Kolumbie WTA International $250 000 – antuka – 32S/24Q/16D dvouhra – čtyřhra               | Teliana Pereirová 7–6(7–2), 6–1                                    | Jaroslava Švedovová                      | Elina Svitolinová Mariana Duque Mariño           | Irina Falconiová Lourdes Domínguez Lino Julia Glušková Mónica Puigová        |
| 13. dubna | Copa Colsanitas Bogotá, Kolumbie WTA International $250 000 – antuka – 32S/24Q/16D dvouhra – čtyřhra               | Paula Cristina Gonçalvesová Beatriz Haddad Maiová 6–3, 3–6, [10–6] | Irina Falconiová Shelby Rogersová        | Elina Svitolinová Mariana Duque Mariño           | Irina Falconiová Lourdes Domínguez Lino Julia Glušková Mónica Puigová        |
| 20. dubna | Porsche Tennis Grand Prix Stuttgart, Německo WTA Premier $731 000 – antuka (h) – 28S/32Q/16D dvouhra – čtyřhra     | Angelique Kerberová 3–6, 6–1, 7–5                                  | Caroline Wozniacká                       | Madison Brengleová Simona Halepová               | Jekatěrina Makarovová Caroline Garciaová Carla Suárez Navarro Sara Erraniová |
| 20. dubna | Porsche Tennis Grand Prix Stuttgart, Německo WTA Premier $731 000 – antuka (h) – 28S/32Q/16D dvouhra – čtyřhra     | Bethanie Mattek-Sandsová Lucie Šafářová 6–4, 6–3                   | Caroline Garciaová Katarina Srebotniková | Madison Brengleová Simona Halepová               | Jekatěrina Makarovová Caroline Garciaová Carla Suárez Navarro Sara Erraniová |
| 27. dubna | Marrakech Grand Prix Marrákeš, Maroko WTA International $250 000 – antuka – 32S/32Q/16D dvouhra – čtyřhra          | Elina Svitolinová 7–5, 7–6(7–3)                                    | Tímea Babosová                           | Kristina Mladenovicová Anna Karolína Schmiedlová | Lara Arruabarrenová Flavia Pennettaová Karin Knappová Timea Bacsinszká       |
| 27. dubna | Marrakech Grand Prix Marrákeš, Maroko WTA International $250 000 – antuka – 32S/32Q/16D dvouhra – čtyřhra          | Tímea Babosová Kristina Mladenovicová 6–1, 7–6(7–5)                | Laura Siegemundová Maryna Zanevská       | Kristina Mladenovicová Anna Karolína Schmiedlová | Lara Arruabarrenová Flavia Pennettaová Karin Knappová Timea Bacsinszká       |
| 27. dubna | J&T Banka Prague Open Praha, Česko WTA International $250 000 – antuka – 32S/32Q/16D dvouhra – čtyřhra             | Karolína Plíšková 4–6, 7–5, 6–3                                    | Lucie Hradecká                           | Yanina Wickmayerová Kateřina Siniaková           | Denisa Allertová Danka Kovinićová Barbora Strýcová Klára Koukalová           |
| 27. dubna | J&T Banka Prague Open Praha, Česko WTA International $250 000 – antuka – 32S/32Q/16D dvouhra – čtyřhra             | Belinda Bencicová Kateřina Siniaková 6–2, 6–2                      | Kateryna Bondarenková Eva Hrdinová       | Yanina Wickmayerová Kateřina Siniaková           | Denisa Allertová Danka Kovinićová Barbora Strýcová Klára Koukalová           |

### Květen
| Týden od             | Turnaj | Vítězky                                                     | Finalistky                               | Semifinalistky                          | Čtvrtfinalistky                                                              |
| -------------------- | --- | ----------------------------------------------------------- | ---------------------------------------- | --------------------------------------- | ---------------------------------------------------------------------------- |
| 4. května            | Mutua Madrid Open Madrid, Španělsko WTA Premier Mandatory $4 942 700 – antuka – 64S/32Q/28D dvouhra – čtyřhra       | Petra Kvitová 6–1, 6–2                                      | Světlana Kuzněcovová                     | Serena Williamsová Maria Šarapovová     | Carla Suárez Navarro Irina-Camelia Beguová Caroline Wozniacká Lucie Šafářová |
| 4. května            | Mutua Madrid Open Madrid, Španělsko WTA Premier Mandatory $4 942 700 – antuka – 64S/32Q/28D dvouhra – čtyřhra       | Casey Dellacquová Jaroslava Švedovová 6–3, 6–7(4–7), [10–5] | Garbiñe Muguruzaová Carla Suárez Navarro | Serena Williamsová Maria Šarapovová     | Carla Suárez Navarro Irina-Camelia Beguová Caroline Wozniacká Lucie Šafářová |
| 11. května           | Internazionali BNL d'Italia Řím, Itálie WTA Premier 5 $2 183 000 – antuka – 56S/32Q/28D dvouhra – čtyřhra           | Maria Šarapovová 4–6, 7–5, 6–1                              | Carla Suárez Navarro                     | Darja Gavrilovová Simona Halepová       | Christina McHaleová Viktoria Azarenková Petra Kvitová Alexandra Dulgheruová  |
| 11. května           | Internazionali BNL d'Italia Řím, Itálie WTA Premier 5 $2 183 000 – antuka – 56S/32Q/28D dvouhra – čtyřhra           | Tímea Babosová Kristina Mladenovicová 6–4, 6–3              | Martina Hingisová Sania Mirzaová         | Darja Gavrilovová Simona Halepová       | Christina McHaleová Viktoria Azarenková Petra Kvitová Alexandra Dulgheruová  |
| 18. května           | Internationaux de Strasbourg Štrasburk, Francie WTA International $250 000 – antuka – 32S/32Q/16D dvouhra – čtyřhra | Samantha Stosurová 3–6, 6–2, 6–3                            | Kristina Mladenovicová                   | Virginie Razzanová Sloane Stephensová   | Madison Keysová Jelena Vesninová Ajla Tomljanovićová Jelena Jankovićová      |
| 18. května           | Internationaux de Strasbourg Štrasburk, Francie WTA International $250 000 – antuka – 32S/32Q/16D dvouhra – čtyřhra | Čuang Ťia-žung Liang Čchen 4–6, 6–4, [12–10]                | Nadija Kičenoková Čeng Saj-saj           | Virginie Razzanová Sloane Stephensová   | Madison Keysová Jelena Vesninová Ajla Tomljanovićová Jelena Jankovićová      |
| 18. května           | Nürnberger Versicherungscup Norimberk, Německo WTA International $250 000 – antuka – 32S/24Q/16D dvouhra – čtyřhra  | Karin Knappová 7–6(7–5), 4–6, 6–1                           | Roberta Vinciová                         | Lara Arruabarrenová Angelique Kerberová | Julia Putincevová Carina Witthöftová Kurumi Naraová Misaki Doiová            |
| 18. května           | Nürnberger Versicherungscup Norimberk, Německo WTA International $250 000 – antuka – 32S/24Q/16D dvouhra – čtyřhra  | Čan Chao-čching Anabel Medina Garrigues 6–2, 7–6(7–5)       | Lara Arruabarrenová Raluca Olaruová      | Lara Arruabarrenová Angelique Kerberová | Julia Putincevová Carina Witthöftová Kurumi Naraová Misaki Doiová            |
| 25. května 1. června | French Open Paříž, Francie Grand Slam 14 014 300 € – antuka 128S/96Q/64D/32X dvouhra • čtyřhra • mix                | Serena Williamsová 6–3, 6–7(2–7), 6–2                       | Lucie Šafářová                           | Timea Bacsinszká Ana Ivanovićová        | Sara Erraniová Alison Van Uytvancková Elina Svitolinová Garbiñe Muguruzaová  |
| 25. května 1. června | French Open Paříž, Francie Grand Slam 14 014 300 € – antuka 128S/96Q/64D/32X dvouhra • čtyřhra • mix                | Bethanie Mattek-Sandsová Lucie Šafářová 3–6, 6–4, 6–2       | Casey Dellacquová Jaroslava Švedovová    | Timea Bacsinszká Ana Ivanovićová        | Sara Erraniová Alison Van Uytvancková Elina Svitolinová Garbiñe Muguruzaová  |
| 25. května 1. června | French Open Paříž, Francie Grand Slam 14 014 300 € – antuka 128S/96Q/64D/32X dvouhra • čtyřhra • mix                | Bethanie Mattek-Sandsová Mike Bryan 7–6(7–3), 6–1           | Lucie Hradecká Marcin Matkowski          | Timea Bacsinszká Ana Ivanovićová        | Sara Erraniová Alison Van Uytvancková Elina Svitolinová Garbiñe Muguruzaová  |

### Červen
| Týden od               | Turnaj | Vítězky                                                    | Finalistky                                    | Semifinalistky                        | Čtvrtfinalistky                                                                 |
| ---------------------- | --- | ---------------------------------------------------------- | --------------------------------------------- | ------------------------------------- | ------------------------------------------------------------------------------- |
| 8. června              | Nottingham Open Nottingham, Velká Británie WTA International $250 000 – tráva – 32S/32Q/16D dvouhra – čtyřhra | Ana Konjuhová 1–6, 6–4, 6–2                                | Monica Niculescuová                           | Agnieszka Radwańská Alison Riskeová   | Lauren Davisová Johanna Kontaová Yanina Wickmayerová Sachia Vickeryová          |
| 8. června              | Nottingham Open Nottingham, Velká Británie WTA International $250 000 – tráva – 32S/32Q/16D dvouhra – čtyřhra | Raquel Kopsová-Jonesová Abigail Spearsová 3–6, 6–3, [11–9] | Jocelyn Raeová Anna Smithová                  | Agnieszka Radwańská Alison Riskeová   | Lauren Davisová Johanna Kontaová Yanina Wickmayerová Sachia Vickeryová          |
| 8. června              | Topshelf Open 's-Hertogenbosch, Nizozemsko WTA International $250 000 – tráva – 32S/32Q/16D dvouhra – čtyřhra | Camila Giorgiová 7–5, 6–3                                  | Belinda Bencicová                             | Kiki Bertensová Jelena Jankovićová    | Jaroslava Švedovová Coco Vandewegheová Kristina Mladenovicová Annika Becková    |
| 8. června              | Topshelf Open 's-Hertogenbosch, Nizozemsko WTA International $250 000 – tráva – 32S/32Q/16D dvouhra – čtyřhra | Asia Muhammadová Laura Siegemundová 6–3, 7–5               | Jelena Jankovićová Anastasija Pavljučenkovová | Kiki Bertensová Jelena Jankovićová    | Jaroslava Švedovová Coco Vandewegheová Kristina Mladenovicová Annika Becková    |
| 15. června             | AEGON Classic Birmingham, Velká Británie WTA Premier $731 000 – tráva – 56S/32Q/16D dvouhra – čtyřhra         | Angelique Kerberová 6–7(5–7), 6–3, 7–6(7–4)                | Karolína Plíšková                             | Kristina Mladenovicová Sabine Lisická | Simona Halepová Carla Suárezová Navarrová Kateřina Siniaková Daniela Hantuchová |
| 15. června             | AEGON Classic Birmingham, Velká Británie WTA Premier $731 000 – tráva – 56S/32Q/16D dvouhra – čtyřhra         | Garbiñe Muguruzaová Carla Suárezová Navarrová 6–4, 6–4     | Andrea Hlaváčková Lucie Hradecká              | Kristina Mladenovicová Sabine Lisická | Simona Halepová Carla Suárezová Navarrová Kateřina Siniaková Daniela Hantuchová |
| 22. června             | AEGON International Eastbourne, Velká Británie WTA Premier $731 000 – tráva – 48S/32Q/16D dvouhra – čtyřhra   | Belinda Bencicová 6–4, 4–6, 6–0                            | Agnieszka Radwańská                           | Sloane Stephensová Caroline Wozniacká | Darja Gavrilovová Cvetana Pironkovová Johanna Kontaová Andrea Petkovicová       |
| 22. června             | AEGON International Eastbourne, Velká Británie WTA Premier $731 000 – tráva – 48S/32Q/16D dvouhra – čtyřhra   | Caroline Garciaová Katarina Srebotniková 7–6(7–5), 6–2     | Čan Jung-žan Čeng Ťie                         | Sloane Stephensová Caroline Wozniacká | Darja Gavrilovová Cvetana Pironkovová Johanna Kontaová Andrea Petkovicová       |
| 29. června 6. července | Wimbledon Londýn, Velká Británie Grand Slam $11 174 883 – tráva 128S/96Q/64D/16Q/48X dvouhra • čtyřhra • mix  | Serena Williamsová 6–4, 6–4                                | Garbiñe Muguruzaová                           | Maria Šarapovová Agnieszka Radwańská  | Viktoria Azarenková Coco Vandewegheová Timea Bacsinszká Madison Keysová         |
| 29. června 6. července | Wimbledon Londýn, Velká Británie Grand Slam $11 174 883 – tráva 128S/96Q/64D/16Q/48X dvouhra • čtyřhra • mix  | Martina Hingisová Sania Mirzaová 5–7, 7–6(7–4), 7–5        | Jekatěrina Makarovová Jelena Vesninová        | Maria Šarapovová Agnieszka Radwańská  | Viktoria Azarenková Coco Vandewegheová Timea Bacsinszká Madison Keysová         |
| 29. června 6. července | Wimbledon Londýn, Velká Británie Grand Slam $11 174 883 – tráva 128S/96Q/64D/16Q/48X dvouhra • čtyřhra • mix  | Leander Paes Martina Hingisová 6–1, 6–1                    | Alexander Peya Tímea Babosová                 | Maria Šarapovová Agnieszka Radwańská  | Viktoria Azarenková Coco Vandewegheová Timea Bacsinszká Madison Keysová         |

### Červenec
| Týden od     | Turnaj | Vítězky                                              | Finalistky                            | Semifinalistky                                  | Čtvrtfinalistky                                                                   |
| ------------ | --- | ---------------------------------------------------- | ------------------------------------- | ----------------------------------------------- | --------------------------------------------------------------------------------- |
| 13. července | BRD Bucharest Open Bukurešť, Rumunsko WTA International $250 000 – antuka – 32S/32Q/16D dvouhra • čtyřhra    | Anna Karolína Schmiedlová 7–6(7–3), 6–3              | Sara Erraniová                        | Monica Niculescuová Polona Hercogová            | Anna Tatišviliová Andreea Mituová Danka Kovinićová Aleksandra Krunićová           |
| 13. července | BRD Bucharest Open Bukurešť, Rumunsko WTA International $250 000 – antuka – 32S/32Q/16D dvouhra • čtyřhra    | Oxana Kalašnikovová Demi Schuursová 6–2, 6–2         | Andreea Mituová Patricia Maria Țigová | Monica Niculescuová Polona Hercogová            | Anna Tatišviliová Andreea Mituová Danka Kovinićová Aleksandra Krunićová           |
| 13. července | Swedish Open Båstad, Švédsko WTA International $250 000 – antuka – 32S/24Q/16D dvouhra • čtyřhra             | Johanna Larssonová 6–3, 7–6(7–2)                     | Mona Barthelová                       | Julia Putincevová Lara Arruabarrenová           | Klára Koukalová Barbora Strýcová Rebecca Petersonová Jana Čepelová                |
| 13. července | Swedish Open Båstad, Švédsko WTA International $250 000 – antuka – 32S/24Q/16D dvouhra • čtyřhra             | Kiki Bertensová Johanna Larssonová 7–5, 6–4          | Tatjana Mariová Olga Savčuková        | Julia Putincevová Lara Arruabarrenová           | Klára Koukalová Barbora Strýcová Rebecca Petersonová Jana Čepelová                |
| 20. července | Istanbul Cup Istanbul, Turecko WTA International $250 000 – tvrdý – 32S/24Q/16D dvouhra • čtyřhra            | Lesja Curenková 7–5, 6–1                             | Urszula Radwańská                     | Kirsten Flipkensová Magdaléna Rybáriková        | Kateryna Bondarenková Francesca Schiavoneová Cvetana Pironkovová Roberta Vinciová |
| 20. července | Istanbul Cup Istanbul, Turecko WTA International $250 000 – tvrdý – 32S/24Q/16D dvouhra • čtyřhra            | Darja Gavrilovová Elina Svitolinová 5–7, 6–1, [10–4] | Çağla Büyükakçay Jelena Jankovićová   | Kirsten Flipkensová Magdaléna Rybáriková        | Kateryna Bondarenková Francesca Schiavoneová Cvetana Pironkovová Roberta Vinciová |
| 20. července | Gastein Ladies Bad Gastein, Rakousko WTA International $250 000 – antuka – 32S/24Q/16D dvouhra • čtyřhra     | Samantha Stosurová 3–6, 7–6(7–3), 6–2                | Karin Knappová                        | Sara Erraniová Anna Karolína Schmiedlová        | Darja Kasatkinová Polona Hercogová Annika Becková Danka Kovinićová                |
| 20. července | Gastein Ladies Bad Gastein, Rakousko WTA International $250 000 – antuka – 32S/24Q/16D dvouhra • čtyřhra     | Danka Kovinićová Stephanie Vogtová 4–6, 6–4, [10–3]  | Lara Arruabarrenová Lucie Hradecká    | Sara Erraniová Anna Karolína Schmiedlová        | Darja Kasatkinová Polona Hercogová Annika Becková Danka Kovinićová                |
| 27. července | Baku Cup Baku, Ázerbájdžán WTA International $250 000 – tvrdý – 32S/24Q/16D dvouhra • čtyřhra                | Margarita Gasparjanová 6–3, 5–7, 6–0                 | Patricia Maria Țigová                 | Anastasija Pavljučenkovová Karin Knappová       | Kirsten Flipkensová Donna Vekićová Jevgenija Rodinová Alexandra Panovová          |
| 27. července | Baku Cup Baku, Ázerbájdžán WTA International $250 000 – tvrdý – 32S/24Q/16D dvouhra • čtyřhra                | Margarita Gasparjanová Alexandra Panovová 6–3, 7–5   | Vitalija Ďjačenková Olga Savčuková    | Anastasija Pavljučenkovová Karin Knappová       | Kirsten Flipkensová Donna Vekićová Jevgenija Rodinová Alexandra Panovová          |
| 27. července | Brasil Tennis Cup Florianópolis, Brazílie WTA International $250 000 – tvrdý – 32S/24Q/16D dvouhra • čtyřhra | Teliana Pereirová 6–4, 4–6, 6–1                      | Annika Becková                        | Anastasija Sevastovová Bethanie Mattek-Sandsová | María Teresa Torró Flor Laura Siegemundová Gabriela Céová Tereza Martincová       |
| 27. července | Brasil Tennis Cup Florianópolis, Brazílie WTA International $250 000 – tvrdý – 32S/24Q/16D dvouhra • čtyřhra | Annika Becková Laura Siegemundová 6–3, 7–6(7–1)      | María Irigoyenová Paula Kaniová       | Anastasija Sevastovová Bethanie Mattek-Sandsová | María Teresa Torró Flor Laura Siegemundová Gabriela Céová Tereza Martincová       |

### Srpen
| Týden od          | Turnaj | Vítězky                                                | Finalistky                                           | Semifinalistky                           | Čtvrtfinalistky                                                                     |
| ----------------- | --- | ------------------------------------------------------ | ---------------------------------------------------- | ---------------------------------------- | ----------------------------------------------------------------------------------- |
| 3. srpna          | Bank of the West Classic Stanford, Spojené státy WTA Premier $731 000 – tvrdý – 28S/16Q/16D dvouhra • čtyřhra | Angelique Kerberová 6–3, 5–7, 6–4                      | Karolína Plíšková                                    | Varvara Lepčenková Elina Svitolinová     | Mona Barthelová Ajla Tomljanovićová Alison Riskeová Agnieszka Radwańská             |
| 3. srpna          | Bank of the West Classic Stanford, Spojené státy WTA Premier $731 000 – tvrdý – 28S/16Q/16D dvouhra • čtyřhra | Sü I-fan Čeng Saj-saj 6–1, 6–3                         | Anabel Medina Garrigues Arantxa Parraová Santonjaová | Varvara Lepčenková Elina Svitolinová     | Mona Barthelová Ajla Tomljanovićová Alison Riskeová Agnieszka Radwańská             |
| 3. srpna          | Citi Open Washington, D.C., Spojené státy WTA International $250 000 – tvrdý – 32S/16Q/16D dvouhra • čtyřhra  | Sloane Stephensová 6–1, 6–2                            | Anastasija Pavljučenkovová                           | Jekatěrina Makarovová Samantha Stosurová | Irina-Camelia Beguová Christina McHaleová Louisa Chiricová Monica Niculescuová      |
| 3. srpna          | Citi Open Washington, D.C., Spojené státy WTA International $250 000 – tvrdý – 32S/16Q/16D dvouhra • čtyřhra  | Belinda Bencicová Kristina Mladenovicová 7–5, 7–6(9–7) | Lara Arruabarrenová Andreja Klepačová                | Jekatěrina Makarovová Samantha Stosurová | Irina-Camelia Beguová Christina McHaleová Louisa Chiricová Monica Niculescuová      |
| 10. srpna         | Rogers Cup Toronto, Kanada WTA Premier 5 $2 513 000 – tvrdý – 56S/48Q/28D dvouhra • čtyřhra                   | Belinda Bencicová 7–6(7–5), 6–7(4–7), 3–0skreč         | Simona Halepová                                      | Serena Williamsová Sara Erraniová        | Roberta Vinciová Ana Ivanovićová Lesja Curenková Agnieszka Radwańská                |
| 10. srpna         | Rogers Cup Toronto, Kanada WTA Premier 5 $2 513 000 – tvrdý – 56S/48Q/28D dvouhra • čtyřhra                   | Bethanie Mattek-Sandsová Lucie Šafářová 6–1, 6–2       | Caroline Garciaová Katarina Srebotniková             | Serena Williamsová Sara Erraniová        | Roberta Vinciová Ana Ivanovićová Lesja Curenková Agnieszka Radwańská                |
| 17. srpna         | Cincinnati Masters Cincinnati, Spojené státy WTA Premier 5 $2 513 000 – tvrdý – 56S/48Q/28D dvouhra • čtyřhra | Serena Williamsová 6–3, 7–6(7–5)                       | Simona Halepová                                      | Elina Svitolinová Jelena Jankovićová     | Ana Ivanovićová Lucie Šafářová Anastasija Pavljučenkovová Anna Karolína Schmiedlová |
| 17. srpna         | Cincinnati Masters Cincinnati, Spojené státy WTA Premier 5 $2 513 000 – tvrdý – 56S/48Q/28D dvouhra • čtyřhra | Čan Chao-čching Čan Jung-žan 6–4, 7–5                  | Casey Dellacquová Jaroslava Švedovová                | Elina Svitolinová Jelena Jankovićová     | Ana Ivanovićová Lucie Šafářová Anastasija Pavljučenkovová Anna Karolína Schmiedlová |
| 24. srpna         | Connecticut Open New Haven, Spojené státy WTA Premier $731 000 – tvrdý – 30S/48Q/16D dvouhra • čtyřhra        | Petra Kvitová 6–7(6–8), 6–2, 6–2                       | Lucie Šafářová                                       | Lesja Curenková Caroline Wozniacká       | Karolína Plíšková Dominika Cibulková Caroline Garciaová Agnieszka Radwańská         |
| 24. srpna         | Connecticut Open New Haven, Spojené státy WTA Premier $731 000 – tvrdý – 30S/48Q/16D dvouhra • čtyřhra        | Julia Görgesová Lucie Hradecká 6–3, 6–1                | Čuang Ťia-žung Liang Čchen                           | Lesja Curenková Caroline Wozniacká       | Karolína Plíšková Dominika Cibulková Caroline Garciaová Agnieszka Radwańská         |
| 31. srpna 7. září | US Open New York, Spojené státy Grand Slam $11 517 008 – tvrdý 128S/128Q/64D/32X dvouhra • čtyřhra • mix      | Flavia Pennettaová 7–6(7–4), 6–2                       | Roberta Vinciová                                     | Serena Williamsová Simona Halepová       | Venus Williamsová Kristina Mladenovicová Petra Kvitová Viktoria Azarenková          |
| 31. srpna 7. září | US Open New York, Spojené státy Grand Slam $11 517 008 – tvrdý 128S/128Q/64D/32X dvouhra • čtyřhra • mix      | Martina Hingisová Sania Mirzaová 6–3, 6–3              | Casey Dellacquová Jaroslava Švedovová                | Serena Williamsová Simona Halepová       | Venus Williamsová Kristina Mladenovicová Petra Kvitová Viktoria Azarenková          |
| 31. srpna 7. září | US Open New York, Spojené státy Grand Slam $11 517 008 – tvrdý 128S/128Q/64D/32X dvouhra • čtyřhra • mix      | Martina Hingisová Leander Paes 6–4, 3–6, [10–7]        | Bethanie Matteková-Sandsová Sam Querrey              | Serena Williamsová Simona Halepová       | Venus Williamsová Kristina Mladenovicová Petra Kvitová Viktoria Azarenková          |

### Září
| Týden od | Turnaj | Vítězky                                                    | Finalistky                                | Semifinalistky                                   | Čtvrtfinalistky                                                                 |
| -------- | --- | ---------------------------------------------------------- | ----------------------------------------- | ------------------------------------------------ | ------------------------------------------------------------------------------- |
| 14. září | Coupe Banque Nationale Québec, Kanada WTA International $250 000 – tvrdý (h) – 32S/24Q/16D dvouhra • čtyřhra        | Annika Becková 6–2, 6–2                                    | Jeļena Ostapenková                        | Naomi Broadyová Mirjana Lučićová Baroniová       | Anna Tatišviliová Paula Kaniová Lucie Hradecká Samantha Crawfordová             |
| 14. září | Coupe Banque Nationale Québec, Kanada WTA International $250 000 – tvrdý (h) – 32S/24Q/16D dvouhra • čtyřhra        | Barbora Krejčíková An-Sophie Mestachová 4–6, 6–3, [12–10]  | María Irigoyenová Paula Kaniová           | Naomi Broadyová Mirjana Lučićová Baroniová       | Anna Tatišviliová Paula Kaniová Lucie Hradecká Samantha Crawfordová             |
| 14. září | Japan Women's Open Ósaka, Japonsko WTA International $250 000 – tvrdý – 32S/32Q/16D dvouhra • čtyřhra               | Yanina Wickmayerová 4–6, 6–3, 6–3                          | Magda Linetteová                          | Ajla Tomljanovićová Christina McHaleová          | Kateryna Bondarenková Madison Brengleová Čeng Saj-saj Sie Šu-wej                |
| 14. září | Japan Women's Open Ósaka, Japonsko WTA International $250 000 – tvrdý – 32S/32Q/16D dvouhra • čtyřhra               | Čan Chao-čching Čan Jung-žan 6–1, 6–2                      | Misaki Doiová Kurumi Naraová              | Ajla Tomljanovićová Christina McHaleová          | Kateryna Bondarenková Madison Brengleová Čeng Saj-saj Sie Šu-wej                |
| 21. září | Toray Pan Pacific Open Tokio, Japonsko WTA Premier $1 000 000 – tvrdý – 28S/32Q/16D dvouhra • čtyřhra               | Agnieszka Radwańská 6–2, 6–2                               | Belinda Bencicová                         | Caroline Wozniacká Dominika Cibulková            | Angelique Kerberová Garbiñe Muguruzaová Karolína Plíšková Ana Ivanovićová       |
| 21. září | Toray Pan Pacific Open Tokio, Japonsko WTA Premier $1 000 000 – tvrdý – 28S/32Q/16D dvouhra • čtyřhra               | Garbiñe Muguruzaová Carla Suárezová Navarrová 7–5, 6–1     | Čan Chao-čching Čan Jung-žan              | Caroline Wozniacká Dominika Cibulková            | Angelique Kerberová Garbiñe Muguruzaová Karolína Plíšková Ana Ivanovićová       |
| 21. září | Kia Korea Open Soul, Jižní Korea WTA International $500 000 – tvrdý – 32S/32Q/16D dvouhra • čtyřhra                 | Irina-Camelia Beguová 6–3, 6–1                             | Aljaksandra Sasnovičová                   | Alison Van Uytvancková Anna Karolína Schmiedlová | Johanna Larssonová Jelizaveta Kuličkovová Sloane Stephensová Mona Barthelová    |
| 21. září | Kia Korea Open Soul, Jižní Korea WTA International $500 000 – tvrdý – 32S/32Q/16D dvouhra • čtyřhra                 | Lara Arruabarrenová Andreja Klepačová 2–6, 6–3, [10–6]     | Kiki Bertensová Johanna Larssonová        | Alison Van Uytvancková Anna Karolína Schmiedlová | Johanna Larssonová Jelizaveta Kuličkovová Sloane Stephensová Mona Barthelová    |
| 21. září | Guangzhou International Women's Open Kanton, ČLR WTA International $250 000 – tvrdý – 32S/24Q/16D dvouhra • čtyřhra | Jelena Jankovićová 6–2, 6–0                                | Denisa Allertová                          | Sara Erraniová Yanina Wickmayerová               | Simona Halepová Čeng Saj-saj Světlana Kuzněcovová Monica Niculescuová           |
| 21. září | Guangzhou International Women's Open Kanton, ČLR WTA International $250 000 – tvrdý – 32S/24Q/16D dvouhra • čtyřhra | Martina Hingisová Sania Mirzaová 6–3, 6–1                  | Sü Š'-lin Jou Siao-ti                     | Sara Erraniová Yanina Wickmayerová               | Simona Halepová Čeng Saj-saj Světlana Kuzněcovová Monica Niculescuová           |
| 28. září | Wuhan Open Wu-chan, ČLR WTA Premier 5 $2 513 000 – tvrdý – 56S/32Q/28D dvouhra • čtyřhra                            | Venus Williamsová 6–3, 3–0skreč                            | Garbiñe Muguruzaová                       | Roberta Vinciová Angelique Kerberová             | Johanna Kontaová Karolína Plíšková Anna Karolína Schmiedlová Coco Vandewegheová |
| 28. září | Wuhan Open Wu-chan, ČLR WTA Premier 5 $2 513 000 – tvrdý – 56S/32Q/28D dvouhra • čtyřhra                            | Martina Hingisová Sania Mirzaová 6–2, 6–3                  | Irina-Camelia Beguová Monica Niculescuová | Roberta Vinciová Angelique Kerberová             | Johanna Kontaová Karolína Plíšková Anna Karolína Schmiedlová Coco Vandewegheová |
| 28. září | Tashkent Open Taškent, Uzbekistán WTA International $250 000 – tvrdý – 32S/16Q/16D dvouhra • čtyřhra                | Nao Hibinová 6–2, 6–2                                      | Donna Vekićová                            | Bojana Jovanovská Jevgenija Rodinová             | Annika Becková Kateryna Kozlovová Johanna Larssonová Anna-Lena Friedsamová      |
| 28. září | Tashkent Open Taškent, Uzbekistán WTA International $250 000 – tvrdý – 32S/16Q/16D dvouhra • čtyřhra                | Margarita Gasparjanová Alexandra Panovová 6–1, 3–6, [10–3] | Věra Duševinová Kateřina Siniaková        | Bojana Jovanovská Jevgenija Rodinová             | Annika Becková Kateryna Kozlovová Johanna Larssonová Anna-Lena Friedsamová      |

### Říjen
| Týden od  | Turnaj | Vítězky                                                  | Finalistky                                           | Semifinalistky                            | Čtvrtfinalistky                                                                                    |
| --------- | --- | -------------------------------------------------------- | ---------------------------------------------------- | ----------------------------------------- | -------------------------------------------------------------------------------------------------- |
| 5. října  | China Open Peking, ČLR WTA Premier Mandatory $6 157 160 – tvrdý – 60S/32Q/28D dvouhra • čtyřhra                               | Garbiñe Muguruzaová 7–5, 6–4                             | Timea Bacsinszká                                     | Agnieszka Radwańská Ana Ivanovićová       | Bethanie Mattek-Sandsová Angelique Kerberová Anastasija Pavljučenkovová Sara Erraniová             |
| 5. října  | China Open Peking, ČLR WTA Premier Mandatory $6 157 160 – tvrdý – 60S/32Q/28D dvouhra • čtyřhra                               | Martina Hingisová Sania Mirzaová 6–7(9–11), 6–1, [10–8]  | Čan Chao-čching Čan Jung-žan                         | Agnieszka Radwańská Ana Ivanovićová       | Bethanie Mattek-Sandsová Angelique Kerberová Anastasija Pavljučenkovová Sara Erraniová             |
| 12. října | Tianjin Open Tchien-ťin, ČLR WTA International $500 000 – tvrdý – 32S/32Q/16D dvouhra • čtyřhra                               | Agnieszka Radwańská 6–1, 6–2                             | Danka Kovinićová                                     | Bojana Jovanovská Karolína Plíšková       | Tuan Jing-jing Kristina Mladenovicová Tímea Babosová Jelizaveta Kuličkovová                        |
| 12. října | Tianjin Open Tchien-ťin, ČLR WTA International $500 000 – tvrdý – 32S/32Q/16D dvouhra • čtyřhra                               | Sü I-fan Čeng Saj-saj 6–2, 3–6, [10–8]                   | Darija Juraková Nicole Melicharová                   | Bojana Jovanovská Karolína Plíšková       | Tuan Jing-jing Kristina Mladenovicová Tímea Babosová Jelizaveta Kuličkovová                        |
| 12. října | Hong Kong Open Hongkong WTA International $250 000 – tvrdý – 32S/24Q/16D dvouhra • čtyřhra                                    | Jelena Jankovićová 3–6, 7–6(7–4), 6–1                    | Angelique Kerberová                                  | Venus Williamsová Samantha Stosurová      | Alizé Cornetová Darja Gavrilovová Heather Watsonová Caroline Garciaová                             |
| 12. října | Hong Kong Open Hongkong WTA International $250 000 – tvrdý – 32S/24Q/16D dvouhra • čtyřhra                                    | Alizé Cornetová Jaroslava Švedovová 7–5, 6–4             | Lara Arruabarrenová Andreja Klepačová                | Venus Williamsová Samantha Stosurová      | Alizé Cornetová Darja Gavrilovová Heather Watsonová Caroline Garciaová                             |
| 12. října | Generali Ladies Linz Linec, Rakousko WTA International $250 000 – tvrdý (h) – 32S/32Q/16D dvouhra • čtyřhra                   | Anastasija Pavljučenkovová 6–4, 6–3                      | Anna-Lena Friedsamová                                | Johanna Larssonová Kirsten Flipkensová    | Margarita Gasparjanová Madison Brengleová Aleksandra Krunićová Denisa Allertová                    |
| 12. října | Generali Ladies Linz Linec, Rakousko WTA International $250 000 – tvrdý (h) – 32S/32Q/16D dvouhra • čtyřhra                   | Raquel Kopsová-Jonesová Abigail Spearsová 6–3, 7–5       | Andrea Hlaváčková Lucie Hradecká                     | Johanna Larssonová Kirsten Flipkensová    | Margarita Gasparjanová Madison Brengleová Aleksandra Krunićová Denisa Allertová                    |
| 19. října | Kremlin Cup Moskva, Rusko WTA Premier $768 000 – tvrdý (h) – 28S/32Q/16D dvouhra • čtyřhra                                    | Světlana Kuzněcovová 6–2, 6–1                            | Anastasija Pavljučenkovová                           | Lesja Curenková Darja Kasatkinová         | Flavia Pennettaová Anastasija Sevastovová Carla Suárezová Navarrová Margarita Gasparjanová         |
| 19. října | Kremlin Cup Moskva, Rusko WTA Premier $768 000 – tvrdý (h) – 28S/32Q/16D dvouhra • čtyřhra                                    | Darja Kasatkinová Jelena Vesninová 6–3, 6–7(7–9), [10–5] | Irina-Camelia Beguová Monica Niculescuová            | Lesja Curenková Darja Kasatkinová         | Flavia Pennettaová Anastasija Sevastovová Carla Suárezová Navarrová Margarita Gasparjanová         |
| 19. října | BGL BNP Paribas Luxembourg Open Lucemburk, Lucembursko WTA International $250 000 – tvrdý (h) – 32S/32Q/16D dvouhra • čtyřhra | Misaki Doiová 6–4, 6–7(7–9), 6–0                         | Mona Barthelová                                      | Stefanie Vögeleová Alison Van Uytvancková | Laura Siegemundová Mirjana Lučićová Baroniová Jelena Jankovićová Barbora Strýcová                  |
| 19. října | BGL BNP Paribas Luxembourg Open Lucemburk, Lucembursko WTA International $250 000 – tvrdý (h) – 32S/32Q/16D dvouhra • čtyřhra | Mona Barthelová Laura Siegemundová 6–2, 7–6(7–2)         | Anabel Medina Garrigues Arantxa Parraová Santonjaová | Stefanie Vögeleová Alison Van Uytvancková | Laura Siegemundová Mirjana Lučićová Baroniová Jelena Jankovićová Barbora Strýcová                  |
| 26. října | WTA Finals Singapur Tour Championships $7 000 000 – tvrdý (h) – 8S (ZS) / 8D dvouhra • čtyřhra                                | Agnieszka Radwańská 6–2, 4–6, 6–3                        | Petra Kvitová                                        | Maria Šarapovová Garbiñe Muguruzaová      | Červená skupina Simona Halepová Flavia Pennettaová Bílá skupina Angelique Kerberová Lucie Šafářová |
| 26. října | WTA Finals Singapur Tour Championships $7 000 000 – tvrdý (h) – 8S (ZS) / 8D dvouhra • čtyřhra                                | Martina Hingisová Sania Mirzaová 6–0, 6–3                | Garbiñe Muguruzaová Carla Suárezová Navarrová        | Maria Šarapovová Garbiñe Muguruzaová      | Červená skupina Simona Halepová Flavia Pennettaová Bílá skupina Angelique Kerberová Lucie Šafářová |

### Listopad
| Týden od     | Turnaj | Vítězky                          | Finalistky                                           | Semifinalistky                     | Základní skupina |
| ------------ | --- | -------------------------------- | ---------------------------------------------------- | ---------------------------------- | --- |
| 2. listopadu | WTA Elite Trophy Ču-chaj, ČLR Tour Championships $2 150 000 – tvrdý (h) – 12S (ZS) / 6D (ZS) dvouhra • čtyřhra | Venus Williamsová 7–5, 7–6(8–6)  | Karolína Plíšková                                    | Roberta Vinciová Elina Svitolinová | Madison Keysová Čeng Saj-saj Carla Suárezová Navarrová Andrea Petkovicová Jelena Jankovićová Sara Erraniová Světlana Kuzněcovová Anna Karolína Schmiedlová (náhradnice) Caroline Wozniacká |
| 2. listopadu | WTA Elite Trophy Ču-chaj, ČLR Tour Championships $2 150 000 – tvrdý (h) – 12S (ZS) / 6D (ZS) dvouhra • čtyřhra | Liang Čchen Wang Ja-fan 6–4, 6–3 | Anabel Medina Garrigues Arantxa Parraová Santonjaová | Roberta Vinciová Elina Svitolinová | Madison Keysová Čeng Saj-saj Carla Suárezová Navarrová Andrea Petkovicová Jelena Jankovićová Sara Erraniová Světlana Kuzněcovová Anna Karolína Schmiedlová (náhradnice) Caroline Wozniacká |
| 9. listopadu | Fed Cup, finále Praha, Česko – tvrdý (hala)                                                                    | Česko 3–2                        | Rusko                                                |                                    | |

## Statistiky

### Tituly podle tenistek
|    |                                   | Grand Slam | Grand Slam | Grand Slam | Závěrečné | Závěrečné | Mandatory | Mandatory | Premier 5 | Premier 5 | Premier | Premier | International | International | Celkem | Celkem | Celkem |
| T  | Tenistka                          | D          | Č          | X          | D         | Č         | D         | Č         | D         | Č         | D       | Č       | D             | Č             | D      | Č      | X      |
| -- | --------------------------------- | ---------- | ---------- | ---------- | --------- | --------- | --------- | --------- | --------- | --------- | ------- | ------- | ------------- | ------------- | ------ | ------ | ------ |
| 13 | Martina Hingisová (SUI)           |            | ●          | ●          |           | ●         |           | ●         |           | ●         |         | ●       |               | ●             | 0      | 10     | 3      |
| 10 | Sania Mirzaová (IND)              |            | ●          |            |           | ●         |           | ●         |           | ●         |         | ●       |               | ●             | 0      | 10     | 0      |
| 6  | Bethanie Mattek-Sandsová (USA)    |            | ●          | ●          |           |           |           |           |           | ●         |         | ●       |               |               | 0      | 5      | 1      |
| 5  | Serena Williamsová (USA)          | ●          |            |            |           |           | ●         |           | ●         |           |         |         |               |               | 5      | 0      | 0      |
| 5  | Lucie Šafářová (CZE)              |            | ●          |            |           |           |           |           |           | ●         | ●       | ●       |               |               | 1      | 4      | 0      |
| 4  | Belinda Bencicová (SUI)           |            |            |            |           |           |           |           | ●         |           | ●       |         |               | ●             | 2      | 2      | 0      |
| 4  | Kristina Mladenovicová (FRA)      |            |            |            |           |           |           |           |           | ●         |         |         |               | ●             | 0      | 4      | 0      |
| 4  | Čan Chao-čching (TPE)             |            |            |            |           |           |           |           |           | ●         |         |         |               | ●             | 0      | 4      | 0      |
| 4  | Angelique Kerberová (GER)         |            |            |            |           |           |           |           |           |           | ●       |         |               |               | 4      | 0      | 0      |
| 3  | Venus Williamsová (USA)           |            |            |            | ●         |           |           |           | ●         |           |         |         | ●             |               | 3      | 0      | 0      |
| 3  | Agnieszka Radwańská (POL)         |            |            |            | ●         |           |           |           |           |           | ●       |         | ●             |               | 3      | 0      | 0      |
| 3  | Liang Čchen (CHN)                 |            |            |            |           | ●         |           |           |           |           |         |         |               | ●             | 0      | 3      | 0      |
| 3  | Simona Halepová (ROU)             |            |            |            |           |           | ●         |           | ●         |           |         |         | ●             |               | 3      | 0      | 0      |
| 3  | Petra Kvitová (CZE)               |            |            |            |           |           | ●         |           |           |           | ●       |         |               |               | 3      | 0      | 0      |
| 3  | Tímea Babosová (HUN)              |            |            |            |           |           |           |           |           | ●         |         |         |               | ●             | 0      | 3      | 0      |
| 3  | Čan Jung-žan (TPE)                |            |            |            |           |           |           |           |           | ●         |         |         |               | ●             | 0      | 3      | 0      |
| 3  | Garbiñe Muguruzaová (ESP)         |            |            |            |           |           | ●         |           |           |           |         | ●       |               |               | 1      | 2      | 0      |
| 3  | Raquel Kops-Jonesová (USA)        |            |            |            |           |           |           |           |           |           |         | ●       |               | ●             | 0      | 3      | 0      |
| 3  | Abigail Spearsová (USA)           |            |            |            |           |           |           |           |           |           |         | ●       |               | ●             | 0      | 3      | 0      |
| 3  | Johanna Larssonová (SWE)          |            |            |            |           |           |           |           |           |           |         |         | ●             | ●             | 1      | 2      | 0      |
| 3  | Margarita Gasparjanová (RUS)      |            |            |            |           |           |           |           |           |           |         |         | ●             | ●             | 1      | 2      | 0      |
| 3  | Laura Siegemundová (GER)          |            |            |            |           |           |           |           |           |           |         |         |               | ●             | 0      | 3      | 0      |
| 2  | Wang Ja-fan (CHN)                 |            |            |            |           | ●         |           |           |           |           |         |         |               | ●             | 0      | 2      | 0      |
| 2  | Jaroslava Švedovová (KAZ)         |            |            |            |           |           |           | ●         |           |           |         |         |               | ●             | 0      | 2      | 0      |
| 2  | Maria Šarapovová (RUS)            |            |            |            |           |           |           |           | ●         |           | ●       |         |               |               | 2      | 0      | 0      |
| 2  | Carla Suárez Navarrová (ESP)      |            |            |            |           |           |           |           |           |           |         | ●       |               |               | 0      | 2      | 0      |
| 2  | Anabel Medina Garriguesová (ESP)  |            |            |            |           |           |           |           |           |           |         | ●       |               | ●             | 0      | 2      | 0      |
| 2  | Sü I-fan (CHN)                    |            |            |            |           |           |           |           |           |           |         | ●       |               | ●             | 0      | 2      | 0      |
| 2  | Čeng Saj-saj (CHN)                |            |            |            |           |           |           |           |           |           |         | ●       |               | ●             | 0      | 2      | 0      |
| 2  | Timea Bacsinszká (SUI)            |            |            |            |           |           |           |           |           |           |         |         | ●             |               | 2      | 0      | 0      |
| 2  | Jelena Jankovićová (SRB)          |            |            |            |           |           |           |           |           |           |         |         | ●             |               | 2      | 0      | 0      |
| 2  | Teliana Pereirová (BRA)           |            |            |            |           |           |           |           |           |           |         |         | ●             |               | 2      | 0      | 0      |
| 2  | Anna Karolína Schmiedlová (SVK)   |            |            |            |           |           |           |           |           |           |         |         | ●             |               | 2      | 0      | 0      |
| 2  | Samantha Stosurová (AUS)          |            |            |            |           |           |           |           |           |           |         |         | ●             |               | 2      | 0      | 0      |
| 2  | Annika Becková (GER)              |            |            |            |           |           |           |           |           |           |         |         | ●             | ●             | 1      | 1      | 0      |
| 2  | Sara Erraniová (ITA)              |            |            |            |           |           |           |           |           |           |         |         | ●             | ●             | 1      | 1      | 0      |
| 2  | Elina Svitolinová (UKR)           |            |            |            |           |           |           |           |           |           |         |         | ●             | ●             | 1      | 1      | 0      |
| 2  | Lara Arruabarrenová (ESP)         |            |            |            |           |           |           |           |           |           |         |         |               | ●             | 0      | 2      | 0      |
| 2  | Kiki Bertensová (NED)             |            |            |            |           |           |           |           |           |           |         |         |               | ●             | 0      | 2      | 0      |
| 2  | Ysaline Bonaventureová (BEL)      |            |            |            |           |           |           |           |           |           |         |         |               | ●             | 0      | 2      | 0      |
| 2  | Alexandra Panovová (RUS)          |            |            |            |           |           |           |           |           |           |         |         |               | ●             | 0      | 2      | 0      |
| 2  | Demi Schuursová (NED)             |            |            |            |           |           |           |           |           |           |         |         |               | ●             | 0      | 2      | 0      |
| 1  | Flavia Pennettaová (ITA)          | ●          |            |            |           |           |           |           |           |           |         |         |               |               | 1      | 0      | 0      |
| 1  | Casey Dellacquová (AUS)           |            |            |            |           |           |           | ●         |           |           |         |         |               |               | 0      | 1      | 0      |
| 1  | Světlana Kuzněcovová (RUS)        |            |            |            |           |           |           |           |           |           | ●       |         |               |               | 1      | 0      | 0      |
| 1  | Andrea Petkovicová (GER)          |            |            |            |           |           |           |           |           |           | ●       |         |               |               | 1      | 0      | 0      |
| 1  | Lucie Hradecká (CZE)              |            |            |            |           |           |           |           |           |           |         | ●       |               |               | 0      | 1      | 0      |
| 1  | Caroline Garciaová (FRA)          |            |            |            |           |           |           |           |           |           |         | ●       |               |               | 0      | 1      | 0      |
| 1  | Julia Görgesová (GER)             |            |            |            |           |           |           |           |           |           |         | ●       |               |               | 0      | 1      | 0      |
| 1  | Darja Kasatkinová (RUS)           |            |            |            |           |           |           |           |           |           |         | ●       |               |               | 0      | 1      | 0      |
| 1  | Sabine Lisická (GER)              |            |            |            |           |           |           |           |           |           |         | ●       |               |               | 0      | 1      | 0      |
| 1  | Arantxa Parra Santonjová (ESP)    |            |            |            |           |           |           |           |           |           |         | ●       |               |               | 0      | 1      | 0      |
| 1  | Katarina Srebotniková (SLO)       |            |            |            |           |           |           |           |           |           |         | ●       |               |               | 0      | 1      | 0      |
| 1  | Jelena Vesninová (RUS)            |            |            |            |           |           |           |           |           |           |         | ●       |               |               | 0      | 1      | 0      |
| 1  | Irina-Camelia Beguová (ROU)       |            |            |            |           |           |           |           |           |           |         |         | ●             |               | 1      | 0      | 0      |
| 1  | Misaki Doiová (JPN)               |            |            |            |           |           |           |           |           |           |         |         | ●             |               | 1      | 0      | 0      |
| 1  | Camila Giorgiová (ITA)            |            |            |            |           |           |           |           |           |           |         |         | ●             |               | 1      | 0      | 0      |
| 1  | Daniela Hantuchová (SVK)          |            |            |            |           |           |           |           |           |           |         |         | ●             |               | 1      | 0      | 0      |
| 1  | Nao Hibinová (JPN)                |            |            |            |           |           |           |           |           |           |         |         | ●             |               | 1      | 0      | 0      |
| 1  | Karin Knappová (ITA)              |            |            |            |           |           |           |           |           |           |         |         | ●             |               | 1      | 0      | 0      |
| 1  | Ana Konjuhová (CRO)               |            |            |            |           |           |           |           |           |           |         |         | ●             |               | 1      | 0      | 0      |
| 1  | Anastasija Pavljučenkovová (RUS)  |            |            |            |           |           |           |           |           |           |         |         | ●             |               | 1      | 0      | 0      |
| 1  | Karolína Plíšková (CZE)           |            |            |            |           |           |           |           |           |           |         |         | ●             |               | 1      | 0      | 0      |
| 1  | Sloane Stephensová (USA)          |            |            |            |           |           |           |           |           |           |         |         | ●             |               | 1      | 0      | 0      |
| 1  | Lesja Curenková (UKR)             |            |            |            |           |           |           |           |           |           |         |         | ●             |               | 1      | 0      | 0      |
| 1  | Heather Watsonová (GBR)           |            |            |            |           |           |           |           |           |           |         |         | ●             |               | 1      | 0      | 0      |
| 1  | Yanina Wickmayerová (BEL)         |            |            |            |           |           |           |           |           |           |         |         | ●             |               | 1      | 0      | 0      |
| 1  | Caroline Wozniacká (DNK)          |            |            |            |           |           |           |           |           |           |         |         | ●             |               | 1      | 0      | 0      |
| 1  | Mona Barthelová (GER)             |            |            |            |           |           |           |           |           |           |         |         |               | ●             | 0      | 1      | 0      |
| 1  | Čuang Ťia-žung (TPE)              |            |            |            |           |           |           |           |           |           |         |         |               | ●             | 0      | 1      | 0      |
| 1  | Alizé Cornetová (FRA)             |            |            |            |           |           |           |           |           |           |         |         |               | ●             | 0      | 1      | 0      |
| 1  | Gabriela Dabrowská (CAN)          |            |            |            |           |           |           |           |           |           |         |         |               | ●             | 0      | 1      | 0      |
| 1  | Darja Gavrilovová (RUS)           |            |            |            |           |           |           |           |           |           |         |         |               | ●             | 0      | 1      | 0      |
| 1  | Paula Cristina Gonçalvesová (BRA) |            |            |            |           |           |           |           |           |           |         |         |               | ●             | 0      | 1      | 0      |
| 1  | Beatriz Haddad Maiová (BRA)       |            |            |            |           |           |           |           |           |           |         |         |               | ●             | 0      | 1      | 0      |
| 1  | Oxana Kalašnikovová (GEO)         |            |            |            |           |           |           |           |           |           |         |         |               | ●             | 0      | 1      | 0      |
| 1  | Ljudmyla Kičenoková (UKR)         |            |            |            |           |           |           |           |           |           |         |         |               | ●             | 0      | 1      | 0      |
| 1  | Nadija Kičenoková (UKR)           |            |            |            |           |           |           |           |           |           |         |         |               | ●             | 0      | 1      | 0      |
| 1  | Andreja Klepačová (SLO)           |            |            |            |           |           |           |           |           |           |         |         |               | ●             | 0      | 1      | 0      |
| 1  | Danka Kovinićová (MNE)            |            |            |            |           |           |           |           |           |           |         |         |               | ●             | 0      | 1      | 0      |
| 1  | Barbora Krejčíková (CZE)          |            |            |            |           |           |           |           |           |           |         |         |               | ●             | 0      | 1      | 0      |
| 1  | An-Sophie Mestachová (BEL)        |            |            |            |           |           |           |           |           |           |         |         |               | ●             | 0      | 1      | 0      |
| 1  | Asia Muhammadová (USA)            |            |            |            |           |           |           |           |           |           |         |         |               | ●             | 0      | 1      | 0      |
| 1  | Rebecca Petersonová (SWE)         |            |            |            |           |           |           |           |           |           |         |         |               | ●             | 0      | 1      | 0      |
| 1  | Alicja Rosolská (POL)             |            |            |            |           |           |           |           |           |           |         |         |               | ●             | 0      | 1      | 0      |
| 1  | Kateřina Siniaková (CZE)          |            |            |            |           |           |           |           |           |           |         |         |               | ●             | 0      | 1      | 0      |
| 1  | María Teresa Torró Florová (ESP)  |            |            |            |           |           |           |           |           |           |         |         |               | ●             | 0      | 1      | 0      |
| 1  | Roberta Vinciová (ITA)            |            |            |            |           |           |           |           |           |           |         |         |               | ●             | 0      | 1      | 0      |
| 1  | Stephanie Vogtová (LIE)           |            |            |            |           |           |           |           |           |           |         |         |               | ●             | 0      | 1      | 0      |

### Tituly podle státu
|    |                        | Grand Slam | Grand Slam | Grand Slam | Závěrečné | Závěrečné | Mandatory | Mandatory | Premier 5 | Premier 5 | Premier | Premier | International | International | Celkem | Celkem | Celkem |
| T  | Stát                   | D          | Č          | X          | D         | Č         | D         | Č         | D         | Č         | D       | Č       | D             | Č             | D      | Č      | X      |
| -- | ---------------------- | ---------- | ---------- | ---------- | --------- | --------- | --------- | --------- | --------- | --------- | ------- | ------- | ------------- | ------------- | ------ | ------ | ------ |
| 19 | Spojené státy americké | 3          | 2          | 1          | 1         |           | 1         |           | 2         | 1         |         | 3       | 2             | 3             | 9      | 9      | 1      |
| 19 | Švýcarsko              |            | 2          | 3          |           | 1         |           | 3         | 1         | 1         | 1       | 2       | 2             | 3             | 4      | 12     | 3      |
| 12 | Česko                  |            | 2          |            |           |           | 1         |           |           | 1         | 3       | 2       | 1             | 2             | 5      | 7      | 0      |
| 11 | Německo                |            |            |            |           |           |           |           |           |           | 5       | 2       | 1             | 3             | 6      | 5      | 0      |
| 10 | Indie                  |            | 2          |            |           | 1         |           | 3         |           | 1         |         | 2       |               | 1             | 0      | 10     | 0      |
| 9  | Rusko                  |            |            |            |           |           |           |           | 1         |           | 2       | 1       | 2             | 3             | 5      | 4      | 0      |
| 7  | Španělsko              |            |            |            |           |           | 1         |           |           |           |         | 3       |               | 3             | 1      | 6      | 0      |
| 6  | Francie                |            |            |            |           |           |           |           |           | 2         |         | 1       |               | 3             | 0      | 6      | 0      |
| 5  | Itálie                 | 1          |            |            |           |           |           |           |           |           |         |         | 3             | 1             | 4      | 1      | 0      |
| 5  | Čína                   |            |            |            |           | 1         |           |           |           |           |         | 1       |               | 3             | 0      | 5      | 0      |
| 5  | Čínská Tchaj-pej       |            |            |            |           |           |           |           |           | 1         |         |         |               | 4             | 0      | 5      | 0      |
| 4  | Polsko                 |            |            |            | 1         |           |           |           |           |           | 1       |         | 1             | 1             | 3      | 1      | 0      |
| 4  | Rumunsko               |            |            |            |           |           | 1         |           | 1         |           |         |         | 2             |               | 4      | 0      | 0      |
| 4  | Ukrajina               |            |            |            |           |           |           |           |           |           |         |         | 2             | 2             | 2      | 2      | 0      |
| 4  | Belgie                 |            |            |            |           |           |           |           |           |           |         |         | 1             | 3             | 1      | 3      | 0      |
| 4  | Švédsko                |            |            |            |           |           |           |           |           |           |         |         | 1             | 3             | 1      | 3      | 0      |
| 4  | Nizozemsko             |            |            |            |           |           |           |           |           |           |         |         |               | 4             | 0      | 4      | 0      |
| 3  | Austrálie              |            |            |            |           |           |           | 1         |           |           |         |         | 2             |               | 2      | 1      | 0      |
| 3  | Maďarsko               |            |            |            |           |           |           |           |           | 2         |         |         |               | 1             | 0      | 3      | 0      |
| 3  | Slovensko              |            |            |            |           |           |           |           |           |           |         |         | 3             |               | 3      | 0      | 0      |
| 3  | Brazílie               |            |            |            |           |           |           |           |           |           |         |         | 2             | 1             | 2      | 1      | 0      |
| 2  | Kazachstán             |            |            |            |           |           |           | 1         |           |           |         |         |               | 1             | 0      | 2      | 0      |
| 2  | Slovinsko              |            |            |            |           |           |           |           |           |           |         | 1       |               | 1             | 0      | 2      | 0      |
| 2  | Japonsko               |            |            |            |           |           |           |           |           |           |         |         | 2             |               | 2      | 0      | 0      |
| 2  | Srbsko                 |            |            |            |           |           |           |           |           |           |         |         | 2             |               | 2      | 0      | 0      |
| 1  | Chorvatsko             |            |            |            |           |           |           |           |           |           |         |         | 1             |               | 1      | 0      | 0      |
| 1  | Dánsko                 |            |            |            |           |           |           |           |           |           |         |         | 1             |               | 1      | 0      | 0      |
| 1  | Spojené království     |            |            |            |           |           |           |           |           |           |         |         | 1             |               | 1      | 0      | 0      |
| 1  | Kanada                 |            |            |            |           |           |           |           |           |           |         |         |               | 1             | 0      | 1      | 0      |
| 1  | Gruzie                 |            |            |            |           |           |           |           |           |           |         |         |               | 1             | 0      | 1      | 0      |
| 1  | Lichtenštejnsko        |            |            |            |           |           |           |           |           |           |         |         |               | 1             | 0      | 1      | 0      |
| 1  | Černá Hora             |            |            |            |           |           |           |           |           |           |         |         |               | 1             | 0      | 1      | 0      |

### Premiérové tituly
Hráčky, které získaly první titul:

#### Dvouhra
- Anna Karolína Schmiedlová – Katovice (pavouk)
- Teliana Pereirová – Bogotá (pavouk)
- Camila Giorgiová – Rosmalen (pavouk)
- Ana Konjuhová - Nottingham (pavouk)
- Belinda Bencicová - Eastbourne (pavouk)
- Johanna Larssonová - Båstad (pavouk)
- Lesja Curenková – İstanbul (pavouk)
- Margarita Gasparjanová – Baku (pavouk)
- Sloane Stephensová – Washington D.C. (pavouk)
- Nao Hibinová – Taškent (pavouk)
- Misaki Doiová – Lucemburk (pavouk)

#### Čtyřhra
- Ljudmyla Kičenoková – Šen-čen (pavouk)
- Nadija Kičenoková – Šen-čen (pavouk)
- Kiki Bertensová – Hobart (pavouk)
- Ysaline Bonaventureová – Rio de Janeiro (pavouk)
- Rebecca Petersonová – Rio de Janeiro (pavouk)
- Wang Ja-fan – Kuala Lumpur (pavouk)
- Demi Schuursová – Katovice (pavouk)
- Paula Cristina Gonçalvesová – Bogotá (pavouk)
- Beatriz Haddad Maiová – Bogotá (pavouk)
- Belinda Bencicová – Praha (pavouk)
- Asia Muhammadová – Rosmalen (pavouk)
- Laura Siegemundová – Rosmalen (pavouk)
- Darja Gavrilovová – İstanbul (pavouk)
- Danka Kovinićová – Bad Gastein (pavouk)
- Annika Becková – Florianópolis (pavouk)
- Margarita Gasparjanová – Baku (pavouk)
- Barbora Krejčíková – Quebec (pavouk)
- An-Sophie Mestachová – Quebec (pavouk)
- Darja Kasatkinová – Moskva (pavouk)

### Obhájené tituly
Hráčky, které obhájily titul:

#### Dvouhra
- Serena Williamsová – Miami (pavouk), Cincinnati (pavouk)
- Petra Kvitová – New Haven (pavouk)

#### Čtyřhra
- Martina Hingisová – Miami (pavouk)
- Elina Svitolinová – İstanbul (pavouk)
- Alexandra Panovová – Baku (pavouk)
- Lara Arruabarrenová – Soul (pavouk)
- Sania Mirzaová – WTA Finals (pavouk)

## Žebříček
Žebříček Race určil hráčky, jež se kvalifikovaly na říjnový Turnaj mistryň. Žebříček WTA a jeho konečné pořadí na konci sezóny byl sestaven na základě bodového hodnocení hráček za posledních 52 týdnů.

### Dvouhra
Tabulky uvádí 20 nejvýše postavených hráček na singlových žebříčcích WTA Race to Singapore a WTA ke konci sezóny 2015.
| 1.  | Serena Williamsová (USA) ✓ x    | 9 945 |
| 2.  | Simona Halepová (ROU) ✓         | 5 790 |
| 3.  | Garbiñe Muguruzaová (ESP) ✓     | 4 511 |
| 4.  | Maria Šarapovová (RUS) ✓        | 4 322 |
| 5.  | Petra Kvitová (CZE) ✓           | 3 491 |
| 6.  | Agnieszka Radwańská (POL) ✓     | 3 425 |
| 7.  | Angelique Kerberová (GER) ✓     | 3 400 |
| 8.  | Flavia Pennettaová (ITA) ✓      | 3 252 |
| 9.  | Lucie Šafářová (CZE) ✓          | 3 221 |
| 10. | Timea Bacsinszká (SUI)          | 3 133 |
| 11. | Venus Williamsová (USA)         | 3 091 |
| 12. | Carla Suárezová Navarrová (ESP) | 3 030 |
| 13. | Karolína Plíšková (CZE)         | 2 955 |
| 14. | Belinda Bencicová (SUI)         | 2 900 |
| 15. | Roberta Vinciová (ITA)          | 2 655 |
| 16. | Caroline Wozniacká (DEN)        | 2 641 |
| 17. | Ana Ivanovićová (SRB)           | 2 616 |
| 18. | Sara Erraniová (ITA)            | 2 525 |
| 19. | Madison Keysová (USA)           | 2 495 |
| 20. | Elina Svitolinová (UKR)         | 2 410 |

| Konečný žebříček WTA | Konečný žebříček WTA            | Konečný žebříček WTA | Konečný žebříček WTA | Konečný žebříček WTA | Konečný žebříček WTA | Konečný žebříček WTA | Konečný žebříček WTA |
| Poř.                 | tenistka                        | bodů                 | turnajů              | '14                  | max                  | min                  | '14→'15              |
| -------------------- | ------------------------------- | -------------------- | -------------------- | -------------------- | -------------------- | -------------------- | -------------------- |
| 1.                   | Serena Williamsová (USA)        | 9 945                | 16                   | 1                    | 1                    | 1                    | ▬                    |
| 2.                   | Simona Halepová (ROU)           | 6 060                | 18                   | 3                    | 2                    | 4                    | ▲ 1                  |
| 3.                   | Garbiñe Muguruzaová (ESP)       | 5 200                | 20                   | 21                   | 3                    | 24                   | ▲ 18                 |
| 4.                   | Maria Šarapovová (RUS)          | 5 011                | 17                   | 2                    | 2                    | 4                    | ▼ 2                  |
| 5.                   | Agnieszka Radwańská (POL)       | 4 500                | 24                   | 6                    | 5                    | 15                   | ▲ 1                  |
| 6.                   | Petra Kvitová (CZE)             | 4 220                | 19                   | 4                    | 2                    | 6                    | ▼ 2                  |
| 7.                   | Venus Williamsová (USA)         | 3 790                | 18                   | 19                   | 7                    | 24                   | ▲ 12                 |
| 8.                   | Flavia Pennettaová (ITA)        | 3 621                | 20                   | 13                   | 6                    | 28                   | ▲ 5                  |
| 9.                   | Lucie Šafářová (CZE)            | 3 590                | 22                   | 17                   | 5                    | 17                   | ▲ 8                  |
| 10.                  | Angelique Kerberová (GER)       | 3 590                | 25                   | 10                   | 7                    | 16                   | ▬                    |
| 11.                  | Karolína Plíšková (CZE)         | 3 285                | 26                   | 24                   | 7                    | 25                   | ▲ 13                 |
| 12.                  | Timea Bacsinszká (SUI)          | 3 133                | 17                   | 48                   | 10                   | 47                   | ▲ 35                 |
| 13.                  | Carla Suárezová Navarrová (ESP) | 3 090                | 25                   | 18                   | 8                    | 17                   | ▲ 5                  |
| 14.                  | Belinda Bencicová (SUI)         | 2 900                | 24                   | 33                   | 12                   | 37                   | ▲ 19                 |
| 15.                  | Roberta Vinciová (ITA)          | 2 785                | 25                   | 49                   | 15                   | 58                   | ▲ 34                 |
| 16.                  | Ana Ivanovićová (SRB)           | 2 645                | 19                   | 5                    | 5                    | 16                   | ▼ 11                 |
| 17.                  | Caroline Wozniacká (DEN)        | 2 641                | 24                   | 8                    | 4                    | 17                   | ▼ 9                  |
| 18.                  | Madison Keysová (USA)           | 2 600                | 19                   | 31                   | 16                   | 35                   | ▲ 13                 |
| 19.                  | Elina Svitolinová (UKR)         | 2 590                | 25                   | 29                   | 15                   | 29                   | ▲ 10                 |
| 20.                  | Sara Erraniová (ITA)            | 2 525                | 26                   | 15                   | 12                   | 22                   | ▼ 5                  |

#### Světové jedničky
| Světová jednička         | datum nástupu       | datum odchodu     |
| ------------------------ | ------------------- | ----------------- |
| Serena Williamsová (USA) | začátek sezóny 2015 | konec sezóny 2015 |

#### Nová žebříčková maxima
Hráčky, které premiérově pronikly do první světové desítky žebříčku WTA:
- Jekatěrina Makarovová (na 9. místo 2. února)
- Carla Suárezová Navarrová (na 10. místo 6. dubna)
- Lucie Šafářová (na 7. místo 8. června)
- Garbiñe Muguruzaová (na 9. místo 13. července)
- Karolína Plíšková (na 8. místo 10. srpna)
- Timea Bacsinszká (na 10. místo 12. října)

### Čtyřhra
Tabulky uvádí 10 nejvýše postavených párů na žebříčku Race, určující postup na Turnaj mistryň a 10 nejvýše postavených hráček na žebříčku WTA ve čtyřhře ke konci sezóny 2015. 
| Žebříček párů WTA Race | Žebříček párů WTA Race                                      | Žebříček párů WTA Race | Žebříček párů WTA Race | Žebříček párů WTA Race |
| Poř.                   | pár (✓ – kvalifikován x – odhlášen)                         | body                   | turnajů                |                        |
| ---------------------- | ----------------------------------------------------------- | ---------------------- | ---------------------- | ---------------------- |
| 1.                     | Martina Hingisová (SUI) ✓ Sania Mirzaová (IND)              | 10 085                 | 15                     |                        |
| 2.                     | Bethanie Matteková-Sandsová (USA) ✓ Lucie Šafářová (CZE)    | 6 390                  | 8                      |                        |
| 3.                     | Casey Dellacquová (AUS) ✓ x Jaroslava Švedovová (KAZ)       | 5 111                  | 8                      |                        |
| 4.                     | Jelena Vesninová (RUS) ✓ x Jekatěrina Makarovová (RUS)      | 4 586                  | 10                     |                        |
| 5.                     | Tímea Babosová (HUN) ✓ Kristina Mladenovicová (FRA)         | 4 340                  | 18                     |                        |
| 6.                     | Čan Chao-čching (TPE) ✓ Čan Jung-žan (TPE)                  | 3 705                  | 13                     |                        |
| 7.                     | Katarina Srebotniková (SLO) ✓ Caroline Garciaová (FRA)      | 3 705                  | 18                     |                        |
| 8.                     | Raquel Kopsová-Jonesová (USA) ✓ Abigail Spearsová (USA)     | 3 380                  | 19                     |                        |
| 9.                     | Andrea Hlaváčková (CZE) ✓ Lucie Hradecká (CZE)              | 3 130                  | 17                     |                        |
| 10.                    | Garbiñe Muguruzaová (ESP) ✓ Carla Suárezová Navarrová (ESP) | 3 100                  | 13                     |                        |

| 1.  | Sania Mirzaová (IND)              | 11 355 |
| 2.  | Martina Hingisová (SUI)           | 11 355 |
| 3.  | Bethanie Matteková-Sandsová (USA) | 7 450  |
| 4.  | Lucie Šafářová (CZE)              | 6 866  |
| 5.  | Casey Dellacquová (AUS)           | 5 835  |
| 6.  | Jaroslava Švedovová (KAZ)         | 5 720  |
| 7.  | Čan Jung-žan (TPE)                | 5 570  |
| 8.  | Jelena Vesninová (RUS)            | 5 275  |
| 9.  | Kristina Mladenovicová (FRA)      | 5 095  |
| 10. | Jekatěrina Makarovová (RUS)       | 4 586  |

#### Světové jedničky
| Světová jednička                            | datum nástupu       | datum odchodu     |
| ------------------------------------------- | ------------------- | ----------------- |
| Sara Erraniová (ITA) Roberta Vinciová (ITA) | zařátek sezóny 2015 | 12. dubna 2015    |
| Sania Mirzaová (IND)                        | 13. dubna 2015      | konec sezóny 2015 |

#### Nová žebříčková maxima
Hráčky, které premiérově pronikly do první světové desítky žebříčku WTA:'
- Garbiñe Muguruzaová (na 10. místo 23. února)
- Raquel Kopsová-Jonesová (na 10. místo 2. března)
- Abigail Spearsová (na 10. místo 2. března)
- Kristina Mladenovicová (na 10. místo 6. dubna)
- Bethanie Matteková-Sandsová (na 6. místo 8. června)
- Lucie Šafářová (na 5. místo 8. června)
- Tímea Babosová (na 10. místo 8. června)

### Herní parametry
Statistiky hráček ve sledovaných herních parametrech sezóny 2015; k 16. listopadu 2015.
| Esa | Esa                    | Esa | Esa |
| P   | hráčka                 | esa | z   |
| --- | ---------------------- | --- | --- |
| 1.  | Karolína Plíšková      | 517 | 75  |
| 2.  | Serena Williamsová     | 498 | 53  |
| 3.  | Madison Keysová        | 328 | 49  |
| 4.  | Samantha Stosurová     | 282 | 55  |
| 5.  | Kristina Mladenovicová | 270 | 59  |
| 6.  | Lucie Šafářová         | 267 | 52  |
| 7.  | Sabine Lisická         | 262 | 41  |
| 8.  | Coco Vandewegheová     | 260 | 41  |
| 9.  | Caroline Garciaová     | 255 | 56  |
| 10. | Venus Williamsová      | 235 | 52  |

| Dvojchyby | Dvojchyby                  | Dvojchyby | Dvojchyby |
| P         | hráčka                     | počet     | z         |
| --------- | -------------------------- | --------- | --------- |
| 1.        | Camila Giorgiová           | 458       | 46        |
| 2.        | Alizé Cornetová            | 302       | 49        |
| 3.        | Mirjana Lučić-Baroni       | 274       | 42        |
| 4.        | Anastasija Pavljučenkovová | 260       | 55        |
| 5.        | Jelena Jankovićová         | 256       | 64        |
| 6.        | Ana Ivanovićová            | 235       | 47        |
| 7.        | Karolína Plíšková          | 234       | 75        |
| 8.        | Anna K. Schmiedlová        | 233       | 58        |
| 9.        | Kristina Mladenovicová     | 233       | 59        |
| 10.       | Maria Šarapovová           | 232       | 44        |

| Úspěšnost 1. podání | Úspěšnost 1. podání   | Úspěšnost 1. podání | Úspěšnost 1. podání |
| P                   | Hráčka                | %                   | z                   |
| ------------------- | --------------------- | ------------------- | ------------------- |
| 1.                  | Sara Erraniová        | 82,8                | 72                  |
| 2.                  | Teliana Pereirová     | 73,2                | 25                  |
| 3.                  | Annika Becková        | 72,7                | 41                  |
| 4.                  | Kurumi Naraová        | 71,2                | 43                  |
| 5.                  | Alexandra Dulgheruová | 69,7                | 27                  |
| 6.                  | Zarina Dijasová       | 69,2                | 46                  |
| 7.                  | Monica Niculescuová   | 68,8                | 41                  |
| 8.                  | Lara Arruabarrenová   | 68,6                | 32                  |
| 9.                  | Angelique Kerberová   | 68,4                | 72                  |
| 10.                 | Caroline Wozniacká    | 68,2                | 62                  |

| Úspěšnost 2. podání | Úspěšnost 2. podání    | Úspěšnost 2. podání | Úspěšnost 2. podání |
| P                   | hráčka                 | %                   | z                   |
| ------------------- | ---------------------- | ------------------- | ------------------- |
| 1.                  | Francesca Schiavoneová | 47,2                | 30                  |
| 2.                  | Klára Koukalová        | 47,1                | 35                  |
| 3.                  | Danka Kovinićová       | 46,6                | 30                  |
| 4.                  | Lucie Hradecká         | 46,6                | 34                  |
| 5.                  | Coco Vandewegheová     | 46,0                | 41                  |
| 6.                  | Tatjana Mariová        | 45,2                | 26                  |
| 7.                  | Mirjana Lučić-Baroni   | 44,3                | 42                  |
| 8.                  | Camila Giorgiová       | 44,2                | 46                  |
| 9.                  | Flavia Pennettaová     | 43,8                | 46                  |
| 10.                 | Aleksandra Krunićová   | 43,5                | 31                  |

| Vítězné body po 1. podání | Vítězné body po 1. podání | Vítězné body po 1. podání | Vítězné body po 1. podání |
| P                         | hráčka                    | %                         | z                         |
| ------------------------- | ------------------------- | ------------------------- | ------------------------- |
| 1.                        | Serena Williamsová        | 75,9                      | 53                        |
| 2.                        | Lucie Hradecká            | 71,9                      | 34                        |
| 3.                        | Karolína Plíšková         | 71,7                      | 75                        |
| 4.                        | Maria Šarapovová          | 71,5                      | 44                        |
| 5.                        | Coco Vandewegheová        | 70,3                      | 41                        |
| 6.                        | Madison Keysová           | 70,3                      | 49                        |
| 7.                        | Lucie Šafářová            | 70,1                      | 52                        |
| 8.                        | Venus Williamsová         | 69,8                      | 52                        |
| 9.                        | Petra Kvitová             | 69,7                      | 51                        |
| 10.                       | Samantha Stosurová        | 68,8                      | 55                        |

| Vítězné body po 2. podání | Vítězné body po 2. podání | Vítězné body po 2. podání | Vítězné body po 2. podání |
| P.                        | hráčka                    | %                         | z                         |
| ------------------------- | ------------------------- | ------------------------- | ------------------------- |
| 1.                        | Samantha Stosurová        | 53,1                      | 55                        |
| 2.                        | Jekatěrina Makarovová     | 51,4                      | 41                        |
| 3.                        | Coco Vandewegheová        | 49,7                      | 41                        |
| 4.                        | Johanna Larssonová        | 49,7                      | 44                        |
| 5.                        | Lucie Šafářová            | 49,6                      | 52                        |
| 6.                        | Sloane Stephensová        | 49,6                      | 52                        |
| 7.                        | Maria Šarapovová          | 48,8                      | 44                        |
| 8.                        | Serena Williamsová        | 48,8                      | 53                        |
| 9.                        | Madison Keysová           | 48,5                      | 49                        |
| 10.                       | Timea Bacsinszká          | 48,2                      | 51                        |

| Vítězné body po na podání | Vítězné body po na podání | Vítězné body po na podání | Vítězné body po na podání |
| P                         | hráčka                    | %                         | z                         |
| ------------------------- | ------------------------- | ------------------------- | ------------------------- |
| 1.                        | Serena Williamsová        | 64,4                      | 53                        |
| 2.                        | Maria Šarapovová          | 62,5                      | 44                        |
| 3.                        | Lucie Šafářová            | 62,4                      | 52                        |
| 4.                        | Samantha Stosurová        | 62,2                      | 55                        |
| 5.                        | Madison Keysová           | 61,7                      | 49                        |
| 6.                        | Petra Kvitová             | 61,4                      | 51                        |
| 7.                        | Karolína Plíšková         | 61,2                      | 75                        |
| 8.                        | Coco Vandewegheová        | 60,8                      | 41                        |
| 9.                        | Agnieszka Radwańská       | 60,6                      | 72                        |
| 10.                       | Jekatěrina Makarovová     | 60,1                      | 41                        |

| Vítězné body na příjmu | Vítězné body na příjmu | Vítězné body na příjmu | Vítězné body na příjmu |
| P                      | hráčka                 | počet                  | z                      |
| ---------------------- | ---------------------- | ---------------------- | ---------------------- |
| 1.                     | Sara Erraniová         | 50,8                   | 72                     |
| 2.                     | Simona Halepová        | 48,4                   | 64                     |
| 3.                     | Annika Becková         | 48,0                   | 41                     |
| 4.                     | Viktoria Azarenková    | 47,6                   | 44                     |
| 5.                     | Serena Williamsová     | 47,5                   | 53                     |
| 6.                     | Angelique Kerberová    | 47,4                   | 72                     |
| 7.                     | Agnieszka Radwańská    | 47,2                   | 72                     |
| 8.                     | Caroline Wozniacká     | 47,0                   | 62                     |
| 9.                     | Teliana Pereirová      | 46,9                   | 25                     |
| 10.                    | Maria Šarapovová       | 46,8                   | 44                     |

| Vítězné hry na podání | Vítězné hry na podání | Vítězné hry na podání | Vítězné hry na podání |
| P                     | hráčka                | %                     | z                     |
| --------------------- | --------------------- | --------------------- | --------------------- |
| 1.                    | Serena Williamsová    | 81,1                  | 53                    |
| 2.                    | Maria Šarapovová      | 79,9                  | 44                    |
| 3.                    | Lucie Šafářová        | 77,9                  | 52                    |
| 4.                    | Samantha Stosurová    | 76,0                  | 55                    |
| 5.                    | Karolína Plíšková     | 75,8                  | 75                    |
| 6.                    | Madison Keysová       | 75,2                  | 49                    |
| 7.                    | Petra Kvitová         | 74,8                  | 51                    |
| 8.                    | Agnieszka Radwańská   | 73,4                  | 72                    |
| 9.                    | Jekatěrina Makarovová | 73,4                  | 41                    |
| 10.                   | Garbiñe Muguruzaová   | 73,1                  | 58                    |

| Vítězné hry na příjnu | Vítězné hry na příjnu | Vítězné hry na příjnu | Vítězné hry na příjnu |
| P                     | hráčka                | počet                 | z                     |
| --------------------- | --------------------- | --------------------- | --------------------- |
| 1.                    | Sara Erraniová        | 51,9                  | 72                    |
| 2.                    | Simona Halepová       | 47,1                  | 64                    |
| 3.                    | Viktoria Azarenková   | 45,4                  | 44                    |
| 4.                    | Annika Becková        | 44,3                  | 41                    |
| 5.                    | Agnieszka Radwańská   | 44,1                  | 72                    |
| 6.                    | Angelique Kerberová   | 43,9                  | 72                    |
| 7.                    | Serena Williamsová    | 43,.8                 | 53                    |
| 8.                    | Caroline Wozniacká    | 43,2                  | 62                    |
| 9.                    | Teliana Pereirová     | 43,0                  | 25                    |
| 10.                   | Lesja Curenková       | 42,5                  | 37                    |

| Odvrácené brejkboly | Odvrácené brejkboly    | Odvrácené brejkboly | Odvrácené brejkboly |
| P                   | hráčka                 | %                   | z                   |
| ------------------- | ---------------------- | ------------------- | ------------------- |
| 1.                  | Karolína Plíšková      | 64,3                | 75                  |
| 2.                  | Serena Williamsová     | 63,4                | 53                  |
| 3.                  | Maria Šarapovová       | 62,4                | 44                  |
| 4.                  | Viktoria Azarenková    | 62,1                | 44                  |
| 5.                  | Caroline Garciaová     | 61,5                | 56                  |
| 6.                  | Madison Keysová        | 61,5                | 49                  |
| 7.                  | Alison Van Uytvancková | 61,0                | 37                  |
| 8.                  | Lucie Šafářová         | 60,9                | 52                  |
| 9.                  | Garbiñe Muguruzaová    | 60,6                | 58                  |
| 10.                 | Sloane Stephensová     | 60,2                | 52                  |

| Proměněné brejkboly | Proměněné brejkboly | Proměněné brejkboly | Proměněné brejkboly |
| P                   | hráčka              | %                   | z                   |
| ------------------- | ------------------- | ------------------- | ------------------- |
| 1.                  | Teliana Pereirová   | 56,7                | 25                  |
| 2.                  | Annika Becková      | 53,9                | 41                  |
| 3.                  | Sara Erraniová      | 53,3                | 72                  |
| 4.                  | Irina Falconiová    | 52.6                | 29                  |
| 5.                  | Viktoria Azarenková | 51,0                | 44                  |
| 6.                  | Lauren Davisová     | 50,9                | 34                  |
| 7.                  | Cvetana Pironkovová | 50,3                | 39                  |
| 8.                  | Heather Watsonová   | 50.2                | 37                  |
| 9.                  | Agnieszka Radwańská | 49,8                | 72                  |
| 10.                 | Anna K. Schmiedlová | 49,8                | 58                  |

Legenda
- P – pořadí
- z – odehraných zápasů
- % – procentuální úspěšnost

## Výdělek hráček
Hráčky s nejvyšším výdělkem v sezóně
| Poř.                                              | hráčka                    | ve dvouhře   | ve čtyřhře | v mixu  | celkem       |
| ------------------------------------------------- | ------------------------- | ------------ | ---------- | ------- | ------------ |
| 1.                                                | Serena Williamsová (USA)  | 10 582 642 $ | 0 $        | 0 $     | 10 582 642 $ |
| 2.                                                | Garbiñe Muguruzaová (ESP) | 4 168 418 $  | 329 890 $  | 0 $     | 4 498 308 $  |
| 3.                                                | Flavia Pennettaová (ITA)  | 4 174 427 $  | 231 578 $  | 0 $     | 4 406 005 $  |
| 4.                                                | Agnieszka Radwańská (POL) | 4 102 293 $  | 0 $        | 0 $     | 4 102 293 $  |
| 5.                                                | Maria Šarapovová (RUS)    | 3 949 284 $  | 0 $        | 0 $     | 3 949 284 $  |
| 6.                                                | Simona Halepová (ROU)     | 3 890 231 $  | 22 896 $   | 5 000 $ | 3 918 127 $  |
| 7.                                                | Petra Kvitová (CZE)       | 3 038 722 $  | 0 $        | 0 $     | 3 038 722 $  |
| 8.                                                | Lucie Šafářová (CZE)      | 2 195 988 $  | 750 273 $  | 0 $     | 2 946 261 $  |
| 9.                                                | Venus Williamsová (USA)   | 2 404 419 $  | 0 $        | 0 $     | 2 404 419 $  |
| 10.                                               | Roberta Vinciová (ITA)    | 2 220 284 $  | 89 537 $   | 0 $     | 2 309 821 $  |
| částky v amerických dolarech; k 9. listopadu 2015 |                           |              |            |         |              |

## Ukončení kariéry
Seznam uvádí tenistky (vítězky turnaje WTA, a/nebo ty, které byly klasifikovány alespoň jeden týden v Top 100 dvouhry a/nebo Top 100 čtyřhry žebříčku WTA), jež ohlásily ukončení profesionální kariéry, neodehrály za více než 52 uplynulých týdnů žádný turnaj, nebo jim byl v sezóně 2015 uložen stálý zákaz hraní:
- Maria Elena Camerinová (* 21. března 1982, Motta di Livenza, Itálie)
- Julie Coinová (* 2. prosince 1982, Amiens, Francie), profesionálka od roku 1999, nejvýše postavená ve dvouhře žebříčku WTA na 60. místě v červenci 2009, ve čtyřhře pak na 49. místě v dubnu 2010. Vítězka deseti singlových a šestnácti deblových titulů ITF. Na US Open 2008 vyřadila světovou jedničku Anu Ivanovićovou. V listopadu 2015 oznámila, že se jejím posledním profesionálním turnajem kariéry stane Open de Limoges 2015.
- Natalie Grandinová (* 27. února 1981 East London, Jihoafrická republika), profesionálka od roku 1999, nejvýše postavená ve dvouhře žebříčku WTA na 144. místě v roce 2005, ve čtyřhře pak na 22. místě v roce 2012. Vítězka jednoho deblového titulu WTA Tour. Kariéru ukončila ve 33 letech v lednu 2015.
- Patricia Mayrová-Achleitnerová (* 8. listopadu 1986, Rum, Rakousko), profesionálka od roku 2003, nejvýše postavená ve dvouhře žebříčku WTA na 70. místě v květnu 2009, ve čtyřhře pak na 117. místě v září 2014. Vítězka sedmnácti singlových a sedm deblových titulů ITF. Posledním turnajem se stal Generali Ladies Linz 2015. Kariéru ukončila v souvislosti s chronickými bolesti kloubů.
- Yvonne Meusburgerová (* 3. října 1983, Dornbirn, Rakousko), profesionálka od roku 1999, nejvýše postavená ve dvouhře žebříčku WTA na 37. místě v roce 2009. Vítězka jednoho singlového turnaje WTA Tour. Poslední zápas odehrála proti Casey Dellacquové na Australian Open 2015.
- Flavia Pennettaová (* 25. února 1982, Brindisi, Itálie), profesionálka od svých 18. narozenin v roce 2000, nejvýše postavená ve dvouhře žebříčku WTA na 8. místě v roce 2015, ve čtyřhře pak na 1. místě 28. února 2011. Vítězka grandslamu US Open 2015, jakožto první žena v historii, která vyhrála svůj premiérový grandslam po třicátém roce života a první italská šampionka dvouhry na US Open. Ve čtyřhře vybojovala titul na Australian Open 2011. V kariéře si připsala jedenáct singlových a sedmnáct deblových trofejí. mimoto také čtyřikrát triumfovala s italským týmem ve Fed Cupu. Po zářijové výhře na US Open 2015 oznámila ukončení kariéry ke konci sezóny.
- Xenija Pervaková (* 27. května 1991, Čeljabinsk, Sovětský svaz), profesionálka od roku 2005, nejvýše postavená ve dvouhře žebříčku WTA na 37. místě v září 2011, ve čtyřhře pak na 123. místě v lednu 2012. Vítězka singlového Tashkent Open 2011. Poslední profesionální zápas odehrála na Odlum Brown Vancouver Open 2015. kariéru ukončila pro chronické zranění.
- Lisa Raymondová (* 10. srpna 1973, Norristown, Spojené státy), profesionálka od roku 1989, nejvýše postavená ve dvouhře žebříčku WTA na 15. místě v říjnu 1997, ve čtyřhře pak na 1. místě 12. června 2000. Vítězka jedenácti Grand Slamů, z toho šesti v ženské čtyřhře a pěti v mixu. Ve dvouhře se nejdále probojovala do čtvrtfinále Australian Open a Wimbledonu. V ženském deblu získala kariérní Grand Slam. Mezi stabilní spoluhráčky se řadily Lindsay Davenportová, Martina Navrátilová a Rennae Stubbsová, posléze také Samantha Stosurová, Květa Peschkeová, Cara Blacková a Liezel Huberová. S Mikem Bryanem se stala bronzovou olympijskou medailistkou v mixu na LOH 2012. Poslední profesionální zápas odehrála na US Open 2015.
- Chanelle Scheepersová (* 13. března 1984 Harrismith, Jihoafrická republika), profesionálka od roku 2000, nejvýše postavená ve dvouhře žebříčku WTA na 37. místě v roce 2011, ve čtyřhře pak na 42. místě v roce 2014. Vítězka jednoho singlového a jednoho deblového titulu WTA Tour. Kariéru ukončila ve 31 letech v dubnu 2015, když nastoupila trenérskou dráhu Alison Riskeové.

## Návraty
Významné návraty hráček, které již předtím ukončily kariéru, na okruh WTA Tour 2015:
- María José Martínezová Sánchezová (* 12. srpna 1982 Murcia, Španělsko), po těhotenství se vrátila čtyřhrou na Miami Open v páru s Věrou Duševinovou.
- Katalin Marosiová (* 12. listopadu 1979 Gheorgheni, Rumunsko), po dvouleté odmlce se vrátila čtyřhrou na Katowice Open v páru s Oxanou Kalašnikovovou.
- Anastasija Sevastovová (* 13. dubna 1990 Liepāja, Sovětský svaz), Lotyška se vrátila 26. ledna obdržením divoké karty na turnaj ITF s dotací 10 tisíc dolarů v Šarm-el Šejku.
- Amra Sadikovićová (* 6. května 1989 Prilep, Jugoslávie), na okruh se vrátila 8. června obdržením divoké karty na turnaj kategorie ITF s dotací 25 000 dolarů v německém Essenu.
- Patty Schnyderová (* 14. prosince 1978, Basilej, Švýcarsko), po prvním ukončení kariéry roku 2011 se vrátila červencovým turnajem okruhu ITF v Darmstadtu, kde nastoupila do dvouhry. V úvodním kole podlehla Ukrajince Sofiji Kovalecové.[5]

## Rozpis bodů
Tabulka přidělovaných bodů hráčkám na turnajích okruhu WTA Tour 2015.
| Grand Slam (S) | 2000    | 1300    | 780    | 430                                                           | 240                                                           | 130                                                           | 70                                                            | 10                                                            | 40                                                            | 30                                                            | 20                                                            | 2                                                             |
| Grand Slam (D) | 2000    | 1300    | 780    | 430                                                           | 240                                                           | 130                                                           | 10                                                            | –                                                             | 40                                                            | –                                                             | –                                                             | –                                                             |
| WTA Championships (8S) | 1500max | 1050max | 690max | (160 za každou výhru, 70 za každou prohru v základní skupině) | (160 za každou výhru, 70 za každou prohru v základní skupině) | (160 za každou výhru, 70 za každou prohru v základní skupině) | (160 za každou výhru, 70 za každou prohru v základní skupině) | (160 za každou výhru, 70 za každou prohru v základní skupině) | (160 za každou výhru, 70 za každou prohru v základní skupině) | (160 za každou výhru, 70 za každou prohru v základní skupině) | (160 za každou výhru, 70 za každou prohru v základní skupině) | (160 za každou výhru, 70 za každou prohru v základní skupině) |
| WTA Championships (8D) | 1500    | 1050    | 690    | 460                                                           |                                                               |                                                               |                                                               |                                                               |                                                               |                                                               |                                                               |                                                               |
| WTA Premier Mandatory (96S) | 1000    | 650     | 390    | 215                                                           | 120                                                           | 65                                                            | 35                                                            | 10                                                            | 30                                                            | –                                                             | 20                                                            | 2                                                             |
| WTA Premier Mandatory (64/60S) | 1000    | 650     | 390    | 215                                                           | 120                                                           | 65                                                            | 10                                                            | –                                                             | 30                                                            | –                                                             | 20                                                            | 2                                                             |
| WTA Premier Mandatory (28/32D) | 1000    | 650     | 390    | 215                                                           | 120                                                           | 10                                                            | –                                                             | –                                                             | –                                                             | –                                                             | –                                                             | –                                                             |
| WTA Premier 5 (56S,64Q) | 900     | 585     | 350    | 190                                                           | 105                                                           | 60                                                            | 1                                                             | –                                                             | 30                                                            | 22                                                            | 15                                                            | 1                                                             |
| WTA Premier 5 (56S,48/32Q) | 900     | 585     | 350    | 190                                                           | 105                                                           | 60                                                            | 1                                                             | –                                                             | 30                                                            | –                                                             | 20                                                            | 1                                                             |
| WTA Premier 5 (28D) | 900     | 585     | 350    | 190                                                           | 105                                                           | 1                                                             | –                                                             | –                                                             | –                                                             | –                                                             | –                                                             | –                                                             |
| WTA Premier 5 (16D) | 900     | 585     | 350    | 190                                                           | 1                                                             | –                                                             | –                                                             | –                                                             | –                                                             | –                                                             | –                                                             | –                                                             |
| WTA Premier (56S) | 470     | 305     | 185    | 100                                                           | 55                                                            | 30                                                            | 1                                                             | –                                                             | 25                                                            | –                                                             | 13                                                            | 1                                                             |
| WTA Premier (32S) | 470     | 305     | 185    | 100                                                           | 55                                                            | 1                                                             | –                                                             | –                                                             | 25                                                            | 18                                                            | 13                                                            | 1                                                             |
| WTA Premier (16D) | 470     | 305     | 185    | 100                                                           | 1                                                             | –                                                             | –                                                             | –                                                             | –                                                             | –                                                             | –                                                             | –                                                             |
| WTA Elite Trophy (12S) | 700max  | 440max  | 240max | (80 za každou výhru, 40 za každou prohru v základní skupině)  | (80 za každou výhru, 40 za každou prohru v základní skupině)  | (80 za každou výhru, 40 za každou prohru v základní skupině)  | (80 za každou výhru, 40 za každou prohru v základní skupině)  | (80 za každou výhru, 40 za každou prohru v základní skupině)  | (80 za každou výhru, 40 za každou prohru v základní skupině)  | (80 za každou výhru, 40 za každou prohru v základní skupině)  | (80 za každou výhru, 40 za každou prohru v základní skupině)  | (80 za každou výhru, 40 za každou prohru v základní skupině)  |
| WTA International (32S,32Q) | 280     | 180     | 110    | 60                                                            | 30                                                            | 1                                                             | –                                                             | –                                                             | 18                                                            | 14                                                            | 10                                                            | 1                                                             |
| WTA International (32S,16Q) | 280     | 180     | 110    | 60                                                            | 30                                                            | 1                                                             | –                                                             | –                                                             | 18                                                            | –                                                             | 12                                                            | 1                                                             |
| WTA International (16D) | 280     | 180     | 110    | 60                                                            | 1                                                             | –                                                             | –                                                             | –                                                             | –                                                             | –                                                             | –                                                             | –                                                             |
| WTA 125K series (S) | 160     | 95      | 57     | 29                                                            | 15                                                            | 1                                                             | -                                                             | -                                                             | 6                                                             | -                                                             | 4                                                             | 1                                                             |
| WTA 125K series (D) | 160     | 95      | 57     | 29                                                            | 1                                                             | -                                                             | -                                                             | -                                                             | -                                                             | -                                                             | -                                                             | -                                                             |
| ITF $100 000 + H(32) | 150     | 90      | 55     | 28                                                            | 14                                                            | 1                                                             | -                                                             | -                                                             | 6                                                             | 4                                                             | 1                                                             | -                                                             |
| ITF $100 000 + H(16) | 150     | 90      | 55     | 28                                                            | 1                                                             | -                                                             | -                                                             | -                                                             | -                                                             | -                                                             | -                                                             | -                                                             |
| ITF $100 000 (32) | 140     | 85      | 50     | 25                                                            | 13                                                            | 1                                                             | -                                                             | -                                                             | 6                                                             | 4                                                             | 1                                                             | -                                                             |
| ITF $100 000 (16) | 140     | 85      | 50     | 25                                                            | 1                                                             | -                                                             | -                                                             | -                                                             | -                                                             | -                                                             | -                                                             | -                                                             |
| ITF $75 000 + H(32) | 130     | 80      | 48     | 24                                                            | 12                                                            | 1                                                             | -                                                             | -                                                             | 5                                                             | 3                                                             | 1                                                             | -                                                             |
| ITF $75 000 + H(16) | 130     | 80      | 48     | 24                                                            | 1                                                             | -                                                             | -                                                             | -                                                             | -                                                             | -                                                             | -                                                             | -                                                             |
| ITF $75 000 (32) | 115     | 70      | 42     | 21                                                            | 10                                                            | 1                                                             | -                                                             | -                                                             | 5                                                             | 3                                                             | 1                                                             | -                                                             |
| ITF $75 000 (16) | 115     | 70      | 42     | 21                                                            | 1                                                             | -                                                             | -                                                             | -                                                             | -                                                             | -                                                             | -                                                             | -                                                             |
| ITF $50 000 + H(32) | 100     | 60      | 36     | 18                                                            | 9                                                             | 1                                                             | -                                                             | -                                                             | 5                                                             | 3                                                             | 1                                                             | -                                                             |
| ITF $50 000 + H(16) | 100     | 60      | 36     | 18                                                            | 1                                                             | -                                                             | -                                                             | -                                                             | -                                                             | -                                                             | -                                                             | -                                                             |
| ITF $50 000 (32) | 80      | 48      | 29     | 15                                                            | 8                                                             | 1                                                             | -                                                             | -                                                             | 5                                                             | 3                                                             | 1                                                             | -                                                             |
| ITF $50 000 (16) | 80      | 48      | 29     | 15                                                            | 1                                                             | -                                                             | -                                                             | -                                                             | -                                                             | -                                                             | -                                                             | -                                                             |
| ITF $25 000 (32) | 50      | 30      | 18     | 9                                                             | 5                                                             | 1                                                             | -                                                             | -                                                             | 2                                                             | -                                                             | -                                                             | -                                                             |
| ITF $25 000 (16) | 50      | 30      | 18     | 9                                                             | 1                                                             | -                                                             | -                                                             | -                                                             | -                                                             | -                                                             | -                                                             | -                                                             |
| ITF $15 000 (32) | 25      | 15      | 9      | 5                                                             | 1                                                             | 0                                                             | -                                                             | -                                                             | 1                                                             | -                                                             | -                                                             | -                                                             |
| ITF $15 000 (16) | 25      | 15      | 9      | 5                                                             | 0                                                             | -                                                             | -                                                             | -                                                             | -                                                             | -                                                             | -                                                             | -                                                             |
| ITF $10 000 (32) | 12      | 7       | 4      | 2                                                             | 1                                                             | 0                                                             | -                                                             | -                                                             | -                                                             | -                                                             | -                                                             | -                                                             |
| ITF $10 000 (16) | 12      | 7       | 4      | 2                                                             | 0                                                             | -                                                             | -                                                             | -                                                             | -                                                             | -                                                             | -                                                             | -                                                             |
| QV – vítězka kvalifikace, Q1–3 – 1. až 3. kolo kvalifikace, (xS/Q/D) – „x“ počet hráček v soutěži dvouhry/kvalifikace/čtyřhry; H – turnaj hráčkám zajišťuje ubytování (Hospitality) |         |         |        |                                                               |                                                               |                                                               |                                                               |                                                               |                                                               |                                                               |                                                               |                                                               |